# 3×3-Weltmeisterschaft 2023
Die 3×3-Weltmeisterschaft 2023 (offiziell: FIBA 3x3 World Cup 2023) wurde vom 30. Mai bis 4. Juni auf dem Rathausplatz in Wien ausgetragen.

## Bilanz

### Medaillengewinner
| Disziplin | Gold                                                                         | Silber                                                                        | Bronze                                                             |
| --------- | ---------------------------------------------------------------------------- | ----------------------------------------------------------------------------- | ------------------------------------------------------------------ |
| Frauen    | Vereinigte StaatenCameron Brink Cierra Burdick Linnae Harper Hailey Van Lith | FrankreichMyriam Djekoundade Laëtitia Guapo Hortense Limouzin Marie-Ève Paget | AustralienAnneli Maley Lauren Mansfield Alex Wilson Marena Whittle |
| Männer    | SerbienMarko Branković Dejan Majstorović Strahinja Stojačić Mihailo Vasić    | Vereinigte StaatenCanyon Barry Jimmer Fredette Kareem Maddox Dylan Travis     | LettlandFrancis Lācis Kārlis Lasmanis Nauris Miezis Agnis Čavars   |

### Medaillenspiegel
| Platz  | Land               | Gold | Silber | Bronze | Gesamt |
| ------ | ------------------ | ---- | ------ | ------ | ------ |
| 1      | Vereinigte Staaten | 1    | 1      | –      | 2      |
| 2      | Serbien            | 1    | –      | –      | 1      |
| 3      | Frankreich         | –    | 1      | –      | 1      |
| 4      | Australien         | –    | –      | 1      | 1      |
| 4      | Lettland           | –    | –      | 1      | 1      |
| Gesamt | Gesamt             | 2    | 2      | 2      | 6      |

## Frauenturnier

### Mannschaften
| Setzliste | Nation             | Spielerinnen              | Spielerinnen              | Spielerinnen        | Spielerinnen         |
| --------- | ------------------ | ------------------------- | ------------------------- | ------------------- | -------------------- |
| 01        | Frankreich         | Myriam Djekoundade        | Laëtitia Guapo            | Hortense Limouzin   | Marie-Ève Paget      |
| 02        | Deutschland        | Svenja Brunckhorst        | Sonja Greinacher          | Marie Reichert      | Luana Rodefeld       |
| 03        | Vereinigte Staaten | Cameron Brink             | Cierra Burdick            | Linnae Harper       | Hailey Van Lith      |
| 04        | China              | Wan Jiyuan                | Wang Lili                 | Zhang Yi            | Zhang Zhiting        |
| 05        | Litauen            | Giedrė Labuckienė         | Gabija Meškonytė          | Kamilė Nacickaitė   | Gabrielė Šulskė      |
| 06        | Japan              | Yua Emura                 | Tamami Nakada             | Nana Santa          | Shizuka Takada       |
| 07        | Kanada             | Kacie Bosch               | Paige Crozon              | Katherine Plouffe   | Michelle Plouffe     |
| 08        | Niederlande        | Loyce Bettonvil           | Kiki Fleuren              | Julia Jorritsma     | Natalie van den Adel |
| 09        | Spanien            | Marta Canella             | Vega Gimeno               | Cecilia Muhate      | Sandra Ygueravide    |
| 10        | Polen              | Dominika Fiszer           | Klaudia Gertchen          | Aldona Morawiec     | Klaudia Sosnowska    |
| 11        | Mongolei           | Bat-Erdeniin Ariuntsetseg | Mönkhsaikhany Tserenlkham | Onolbaataryn Khulan | Ölziibatyn Indra     |
| 12        | Rumänien           | Ecaterina Armanu          | Teodora Manea             | Alina Podar         | Anamaria Vîrjoghe    |
| 13        | Ungarn             | Vivi Böröndy              | Janka Hegedűs             | Klaudia Papp        | Petra Pusztai        |
| 14        | Italien            | Chiara Consolini          | Raelin D’Alie             | Beatrice Del Pero   | Sara Madera          |
| 15        | Ägypten            | Hagar Amer                | Raneem El-Gedawy          | Soraya Mohamed      | Nadine Mohamed       |
| 16        | Tschechien         | Kateřina Galíčková        | Alžběta Levínská          | Anna Rylichová      | Karolína Šotolová    |
| 17        | Österreich         | Anja Fuchs-Robetin        | Camilla Neumann           | Sarah Sagerer       | Sigi Koizar          |
| 18        | Israel             | Drew Edelman              | Hadar Hadad               | Dor Saar            | Nofar Shalom         |
| 19        | Australien         | Anneli Maley              | Lauren Mansfield          | Alex Wilson         | Marena Whittle       |
| 20        | Brasilien          | Lays da Silva             | Vanessa Sassá             | Thayná Silva        | Luana Batista        |

### Vorrunde

#### Gruppe A
| Platz | Nation      | Spiele | Siege | Ndlg. | Punkte für | Punkte gegen | Punkt Ratio | Qualifikation für |
| ----- | ----------- | ------ | ----- | ----- | ---------- | ------------ | ----------- | ----------------- |
| 1     | Österreich  | 4      | 3     | 1     | 65         | 58           | 1.121       | Viertelfinale     |
| 2     | Frankreich  | 4      | 3     | 1     | 64         | 43           | 1.488       | Achtelfinale      |
| 3     | Spanien     | 4      | 2     | 2     | 60         | 59           | 1.017       | Achtelfinale      |
| 4     | Brasilien   | 4      | 1     | 3     | 66         | 78           | 0.846       |                   |
| 5     | Niederlande | 4      | 1     | 3     | 58         | 75           | 0.773       |                   |

| 30. Mai 2023 17:10 Uhr | Boxscore | Brasilien       | 14 – 19 | Frankreich       | Rathausplatz, Wien Schiedsrichter: Marek Maliszewski (POL), Glenn Tuitt (USA) |
| 30. Mai 2023 17:10 Uhr | Boxscore |                 |         |                  | Rathausplatz, Wien Schiedsrichter: Marek Maliszewski (POL), Glenn Tuitt (USA) |
| 30. Mai 2023 17:10 Uhr | Boxscore | Punkte: Silva 5 |         | Punkte: Guapo 10 | Rathausplatz, Wien Schiedsrichter: Marek Maliszewski (POL), Glenn Tuitt (USA) |
| 30. Mai 2023 17:10 Uhr | Boxscore |                 |         |                  | Rathausplatz, Wien Schiedsrichter: Marek Maliszewski (POL), Glenn Tuitt (USA) |

| 30. Mai 2023 17:35 Uhr | Boxscore | Österreich         | 21 – 12 | Niederlande            | Rathausplatz, Wien Schiedsrichter: Cecília Tóth (HUN), Edmond Ho (HKG) |
| 30. Mai 2023 17:35 Uhr | Boxscore |                    |         |                        | Rathausplatz, Wien Schiedsrichter: Cecília Tóth (HUN), Edmond Ho (HKG) |
| 30. Mai 2023 17:35 Uhr | Boxscore | Punkte: Sagerer 10 |         | Punkte: Van den Adel 5 | Rathausplatz, Wien Schiedsrichter: Cecília Tóth (HUN), Edmond Ho (HKG) |
| 30. Mai 2023 17:35 Uhr | Boxscore |                    |         |                        | Rathausplatz, Wien Schiedsrichter: Cecília Tóth (HUN), Edmond Ho (HKG) |

| 30. Mai 2023 19:20 Uhr | Boxscore | Spanien                      | 8 – 14 | Frankreich      | Rathausplatz, Wien Schiedsrichter: Edmond Ho (HKG), Cecília Tóth (HUN) |
| 30. Mai 2023 19:20 Uhr | Boxscore |                              |        |                 | Rathausplatz, Wien Schiedsrichter: Edmond Ho (HKG), Cecília Tóth (HUN) |
| 30. Mai 2023 19:20 Uhr | Boxscore | Punkte: Gimeno, Ygueravide 4 |        | Punkte: Guapo 8 | Rathausplatz, Wien Schiedsrichter: Edmond Ho (HKG), Cecília Tóth (HUN) |
| 30. Mai 2023 19:20 Uhr | Boxscore |                              |        |                 | Rathausplatz, Wien Schiedsrichter: Edmond Ho (HKG), Cecília Tóth (HUN) |

| 30. Mai 2023 19:45 Uhr | Boxscore | Niederlande        | 19 – 20 | Brasilien          | Rathausplatz, Wien Schiedsrichter: Glenn Tuitt (USA), Marek Maliszewski (POL) |
| 30. Mai 2023 19:45 Uhr | Boxscore |                    |         |                    | Rathausplatz, Wien Schiedsrichter: Glenn Tuitt (USA), Marek Maliszewski (POL) |
| 30. Mai 2023 19:45 Uhr | Boxscore | Punkte: Fleuren 10 |         | Punkte: Da Silva 8 | Rathausplatz, Wien Schiedsrichter: Glenn Tuitt (USA), Marek Maliszewski (POL) |
| 30. Mai 2023 19:45 Uhr | Boxscore |                    |         |                    | Rathausplatz, Wien Schiedsrichter: Glenn Tuitt (USA), Marek Maliszewski (POL) |

| 30. Mai 2023 21:40 Uhr | Boxscore | Spanien               | 18 – 12 | Österreich       | Rathausplatz, Wien Schiedsrichter: Glenn Tuitt (USA), Edmond Ho (HKG) |
| 30. Mai 2023 21:40 Uhr | Boxscore |                       |         |                  | Rathausplatz, Wien Schiedsrichter: Glenn Tuitt (USA), Edmond Ho (HKG) |
| 30. Mai 2023 21:40 Uhr | Boxscore | Punkte: Ygueravide 11 |         | Punkte: Koizar 6 | Rathausplatz, Wien Schiedsrichter: Glenn Tuitt (USA), Edmond Ho (HKG) |
| 30. Mai 2023 21:40 Uhr | Boxscore |                       |         |                  | Rathausplatz, Wien Schiedsrichter: Glenn Tuitt (USA), Edmond Ho (HKG) |

| 1. Juni 2023 17:10 Uhr | Boxscore | Niederlande            | 19 – 13 | Spanien                   | Rathausplatz, Wien Schiedsrichter: Marek Maliszewski (POL), Cecília Tóth (HUN) |
| 1. Juni 2023 17:10 Uhr | Boxscore |                        |         |                           | Rathausplatz, Wien Schiedsrichter: Marek Maliszewski (POL), Cecília Tóth (HUN) |
| 1. Juni 2023 17:10 Uhr | Boxscore | Punkte: Van den Adel 9 |         | Punkte: Canella, Gimeno 5 | Rathausplatz, Wien Schiedsrichter: Marek Maliszewski (POL), Cecília Tóth (HUN) |
| 1. Juni 2023 17:10 Uhr | Boxscore |                        |         |                           | Rathausplatz, Wien Schiedsrichter: Marek Maliszewski (POL), Cecília Tóth (HUN) |

| 1. Juni 2023 17:35 Uhr | Boxscore | Österreich        | 19 – 18 | Brasilien       | Rathausplatz, Wien Schiedsrichter: Markos Michaelides (SUI), Glenn Tuitt (USA) |
| 1. Juni 2023 17:35 Uhr | Boxscore |                   |         |                 | Rathausplatz, Wien Schiedsrichter: Markos Michaelides (SUI), Glenn Tuitt (USA) |
| 1. Juni 2023 17:35 Uhr | Boxscore | Punkte: Sagerer 6 |         | Punkte: Silva 9 | Rathausplatz, Wien Schiedsrichter: Markos Michaelides (SUI), Glenn Tuitt (USA) |
| 1. Juni 2023 17:35 Uhr | Boxscore |                   |         |                 | Rathausplatz, Wien Schiedsrichter: Markos Michaelides (SUI), Glenn Tuitt (USA) |

| 1. Juni 2023 19:20 Uhr | Boxscore | Frankreich       | 21 – 8 | Niederlande                     | Rathausplatz, Wien Schiedsrichter: Cecília Tóth (HUN), Markos Michaelides (SUI) |
| 1. Juni 2023 19:20 Uhr | Boxscore |                  |        |                                 | Rathausplatz, Wien Schiedsrichter: Cecília Tóth (HUN), Markos Michaelides (SUI) |
| 1. Juni 2023 19:20 Uhr | Boxscore | Punkte: Guapo 11 |        | Punkte: Van den Adel, Fleuren 3 | Rathausplatz, Wien Schiedsrichter: Cecília Tóth (HUN), Markos Michaelides (SUI) |
| 1. Juni 2023 19:20 Uhr | Boxscore |                  |        |                                 | Rathausplatz, Wien Schiedsrichter: Cecília Tóth (HUN), Markos Michaelides (SUI) |

| 1. Juni 2023 19:45 Uhr | Boxscore | Brasilien          | 14 – 21 | Spanien               | Rathausplatz, Wien Schiedsrichter: Marek Maliszewski (POL), Glenn Tuitt (USA) |
| 1. Juni 2023 19:45 Uhr | Boxscore |                    |         |                       | Rathausplatz, Wien Schiedsrichter: Marek Maliszewski (POL), Glenn Tuitt (USA) |
| 1. Juni 2023 19:45 Uhr | Boxscore | Punkte: Da Silva 7 |         | Punkte: Ygueravide 13 | Rathausplatz, Wien Schiedsrichter: Marek Maliszewski (POL), Glenn Tuitt (USA) |
| 1. Juni 2023 19:45 Uhr | Boxscore |                    |         |                       | Rathausplatz, Wien Schiedsrichter: Marek Maliszewski (POL), Glenn Tuitt (USA) |

| 1. Juni 2023 21:40 Uhr | Boxscore | Frankreich      | 10 – 13 | Österreich       | Rathausplatz, Wien Schiedsrichter: Glenn Tuitt (USA), Cecília Tóth (HUN) |
| 1. Juni 2023 21:40 Uhr | Boxscore |                 |         |                  | Rathausplatz, Wien Schiedsrichter: Glenn Tuitt (USA), Cecília Tóth (HUN) |
| 1. Juni 2023 21:40 Uhr | Boxscore | Punkte: Guapo 6 |         | Punkte: Koizar 5 | Rathausplatz, Wien Schiedsrichter: Glenn Tuitt (USA), Cecília Tóth (HUN) |
| 1. Juni 2023 21:40 Uhr | Boxscore |                 |         |                  | Rathausplatz, Wien Schiedsrichter: Glenn Tuitt (USA), Cecília Tóth (HUN) |

#### Gruppe B
| Platz | Nation      | Spiele | Siege | Ndlg. | Punkte für | Punkte gegen | Punkt Ratio | Qualifikation für |
| ----- | ----------- | ------ | ----- | ----- | ---------- | ------------ | ----------- | ----------------- |
| 1     | Australien  | 4      | 3     | 1     | 84         | 57           | 1.474       | Viertelfinale     |
| 2     | Deutschland | 4      | 3     | 1     | 80         | 67           | 1.194       | Achtelfinale      |
| 3     | Japan       | 4      | 3     | 1     | 74         | 71           | 1.042       | Achtelfinale      |
| 4     | Ägypten     | 4      | 1     | 3     | 66         | 82           | 0.805       |                   |
| 5     | Polen       | 4      | 0     | 4     | 54         | 81           | 0.667       |                   |

| 31. Mai 2023 18:15 Uhr | Boxscore | Japan            | 11 – 22 | Australien         | Rathausplatz, Wien Schiedsrichter: Cecília Tóth (HUN), Marek Maliszewski (POL) |
| 31. Mai 2023 18:15 Uhr | Boxscore |                  |         |                    | Rathausplatz, Wien Schiedsrichter: Cecília Tóth (HUN), Marek Maliszewski (POL) |
| 31. Mai 2023 18:15 Uhr | Boxscore | Punkte: Takada 7 |         | Punkte: Whittle 10 | Rathausplatz, Wien Schiedsrichter: Cecília Tóth (HUN), Marek Maliszewski (POL) |
| 31. Mai 2023 18:15 Uhr | Boxscore |                  |         |                    | Rathausplatz, Wien Schiedsrichter: Cecília Tóth (HUN), Marek Maliszewski (POL) |

| 31. Mai 2023 18:40 Uhr | Boxscore | Polen              | 18 – 21 | Ägypten                 | Rathausplatz, Wien Schiedsrichter: Su Yuyen (CHN), Markos Michaelides (SUI) |
| 31. Mai 2023 18:40 Uhr | Boxscore |                    |         |                         | Rathausplatz, Wien Schiedsrichter: Su Yuyen (CHN), Markos Michaelides (SUI) |
| 31. Mai 2023 18:40 Uhr | Boxscore | Punkte: Morawiec 6 |         | Punkte: Amer, Mohamed 6 | Rathausplatz, Wien Schiedsrichter: Su Yuyen (CHN), Markos Michaelides (SUI) |
| 31. Mai 2023 18:40 Uhr | Boxscore |                    |         |                         | Rathausplatz, Wien Schiedsrichter: Su Yuyen (CHN), Markos Michaelides (SUI) |

| 31. Mai 2023 20:25 Uhr | Boxscore | Deutschland            | 20 – 21 | Japan            | Rathausplatz, Wien Schiedsrichter: Su Yuyen (CHN), Cecília Tóth (HUN) |
| 31. Mai 2023 20:25 Uhr | Boxscore |                        |         |                  | Rathausplatz, Wien Schiedsrichter: Su Yuyen (CHN), Cecília Tóth (HUN) |
| 31. Mai 2023 20:25 Uhr | Boxscore | Punkte: Brunckhorst 10 |         | Punkte: Emura 13 | Rathausplatz, Wien Schiedsrichter: Su Yuyen (CHN), Cecília Tóth (HUN) |
| 31. Mai 2023 20:25 Uhr | Boxscore |                        |         |                  | Rathausplatz, Wien Schiedsrichter: Su Yuyen (CHN), Cecília Tóth (HUN) |

| 31. Mai 2023 20:50 Uhr | Boxscore | Australien               | 21 – 14 | Polen              | Rathausplatz, Wien Schiedsrichter: Edmond Ho (HKG), Su Yuyen (CHN) |
| 31. Mai 2023 20:50 Uhr | Boxscore |                          |         |                    | Rathausplatz, Wien Schiedsrichter: Edmond Ho (HKG), Su Yuyen (CHN) |
| 31. Mai 2023 20:50 Uhr | Boxscore | Punkte: Maley, Whittle 7 |         | Punkte: Morawiec 5 | Rathausplatz, Wien Schiedsrichter: Edmond Ho (HKG), Su Yuyen (CHN) |
| 31. Mai 2023 20:50 Uhr | Boxscore |                          |         |                    | Rathausplatz, Wien Schiedsrichter: Edmond Ho (HKG), Su Yuyen (CHN) |

| 31. Mai 2023 22:05 Uhr | Boxscore | Deutschland        | 21 – 16 | Ägypten             | Rathausplatz, Wien Schiedsrichter: Edmond Ho (HKG), Su Yuyen (CHN) |
| 31. Mai 2023 22:05 Uhr | Boxscore |                    |         |                     | Rathausplatz, Wien Schiedsrichter: Edmond Ho (HKG), Su Yuyen (CHN) |
| 31. Mai 2023 22:05 Uhr | Boxscore | Punkte: Rodefeld 9 |         | Punkte: El-Gedawy 7 | Rathausplatz, Wien Schiedsrichter: Edmond Ho (HKG), Su Yuyen (CHN) |
| 31. Mai 2023 22:05 Uhr | Boxscore |                    |         |                     | Rathausplatz, Wien Schiedsrichter: Edmond Ho (HKG), Su Yuyen (CHN) |

| 2. Juni 2023 18:15 Uhr | Boxscore | Polen              | 11 – 18 | Deutschland                     | Rathausplatz, Wien Schiedsrichter: Su Yuyen (CHN), Cecília Tóth (HUN) |
| 2. Juni 2023 18:15 Uhr | Boxscore |                    |         |                                 | Rathausplatz, Wien Schiedsrichter: Su Yuyen (CHN), Cecília Tóth (HUN) |
| 2. Juni 2023 18:15 Uhr | Boxscore | Punkte: Gertchen 5 |         | Punkte: Brunckhorst, Rodefeld 6 | Rathausplatz, Wien Schiedsrichter: Su Yuyen (CHN), Cecília Tóth (HUN) |
| 2. Juni 2023 18:15 Uhr | Boxscore |                    |         |                                 | Rathausplatz, Wien Schiedsrichter: Su Yuyen (CHN), Cecília Tóth (HUN) |

| 2. Juni 2023 18:40 Uhr | Boxscore | Ägypten           | 11 – 22 | Australien         | Rathausplatz, Wien Schiedsrichter: Su Yuyen (CHN), Donald Quinn (INA) |
| 2. Juni 2023 18:40 Uhr | Boxscore |                   |         |                    | Rathausplatz, Wien Schiedsrichter: Su Yuyen (CHN), Donald Quinn (INA) |
| 2. Juni 2023 18:40 Uhr | Boxscore | Punkte: Mohamed 4 |         | Punkte: Whittle 14 | Rathausplatz, Wien Schiedsrichter: Su Yuyen (CHN), Donald Quinn (INA) |
| 2. Juni 2023 18:40 Uhr | Boxscore |                   |         |                    | Rathausplatz, Wien Schiedsrichter: Su Yuyen (CHN), Donald Quinn (INA) |

| 2. Juni 2023 20:15 Uhr | Boxscore | Japan            | 21 – 11 | Polen              | Rathausplatz, Wien Schiedsrichter: Cecília Tóth (HUN), Su Yuyen (CHN) |
| 2. Juni 2023 20:15 Uhr | Boxscore |                  |         |                    | Rathausplatz, Wien Schiedsrichter: Cecília Tóth (HUN), Su Yuyen (CHN) |
| 2. Juni 2023 20:15 Uhr | Boxscore | Punkte: Emura 18 |         | Punkte: Gertchen 6 | Rathausplatz, Wien Schiedsrichter: Cecília Tóth (HUN), Su Yuyen (CHN) |
| 2. Juni 2023 20:15 Uhr | Boxscore |                  |         |                    | Rathausplatz, Wien Schiedsrichter: Cecília Tóth (HUN), Su Yuyen (CHN) |

| 2. Juni 2023 20:40 Uhr | Boxscore | Australien         | 19 – 21 | Deutschland           | Rathausplatz, Wien Schiedsrichter: Markos Michaelides (SUI), Donald Quinn (INA) |
| 2. Juni 2023 20:40 Uhr | Boxscore |                    |         |                       | Rathausplatz, Wien Schiedsrichter: Markos Michaelides (SUI), Donald Quinn (INA) |
| 2. Juni 2023 20:40 Uhr | Boxscore | Punkte: Whittle 12 |         | Punkte: Greinacher 14 | Rathausplatz, Wien Schiedsrichter: Markos Michaelides (SUI), Donald Quinn (INA) |
| 2. Juni 2023 20:40 Uhr | Boxscore |                    |         |                       | Rathausplatz, Wien Schiedsrichter: Markos Michaelides (SUI), Donald Quinn (INA) |

| 2. Juni 2023 21:45 Uhr | Boxscore | Ägypten             | 18 – 21 | Japan           | Rathausplatz, Wien Schiedsrichter: Donald Quinn (INA), Su Yuyen (CHN) |
| 2. Juni 2023 21:45 Uhr | Boxscore |                     |         |                 | Rathausplatz, Wien Schiedsrichter: Donald Quinn (INA), Su Yuyen (CHN) |
| 2. Juni 2023 21:45 Uhr | Boxscore | Punkte: El-Gedawy 8 |         | Punkte: Emura 8 | Rathausplatz, Wien Schiedsrichter: Donald Quinn (INA), Su Yuyen (CHN) |
| 2. Juni 2023 21:45 Uhr | Boxscore |                     |         |                 | Rathausplatz, Wien Schiedsrichter: Donald Quinn (INA), Su Yuyen (CHN) |

#### Gruppe C
| Platz | Nation             | Spiele | Siege | Ndlg. | Punkte für | Punkte gegen | Punkt Ratio | Qualifikation für |
| ----- | ------------------ | ------ | ----- | ----- | ---------- | ------------ | ----------- | ----------------- |
| 1     | Kanada             | 4      | 3     | 1     | 76         | 53           | 1.434       | Viertelfinale     |
| 2     | Vereinigte Staaten | 4      | 3     | 1     | 75         | 52           | 1.442       | Achtelfinale      |
| 3     | Tschechien         | 4      | 3     | 1     | 66         | 63           | 1.048       | Achtelfinale      |
| 4     | Ungarn             | 4      | 1     | 3     | 56         | 77           | 0.727       |                   |
| 5     | Mongolei           | 4      | 0     | 4     | 56         | 84           | 0.667       |                   |

| 30. Mai 2023 11:10 Uhr | Boxscore | Kanada               | 18 – 20 | Tschechien          | Rathausplatz, Wien Schiedsrichter: Su Yuyen (CHN), Markos Michaelides (SUI) |
| 30. Mai 2023 11:10 Uhr | Boxscore |                      |         |                     | Rathausplatz, Wien Schiedsrichter: Su Yuyen (CHN), Markos Michaelides (SUI) |
| 30. Mai 2023 11:10 Uhr | Boxscore | Punkte: M. Plouffe 8 |         | Punkte: Galíčková 9 | Rathausplatz, Wien Schiedsrichter: Su Yuyen (CHN), Markos Michaelides (SUI) |
| 30. Mai 2023 11:10 Uhr | Boxscore |                      |         |                     | Rathausplatz, Wien Schiedsrichter: Su Yuyen (CHN), Markos Michaelides (SUI) |

| 30. Mai 2023 11:25 Uhr | Boxscore | Mongolei         | 19 – 21 | Ungarn          | Rathausplatz, Wien Schiedsrichter: Su Yuyen (CHN), Jasmina Juras (SRB) |
| 30. Mai 2023 11:25 Uhr | Boxscore |                  |         |                 | Rathausplatz, Wien Schiedsrichter: Su Yuyen (CHN), Jasmina Juras (SRB) |
| 30. Mai 2023 11:25 Uhr | Boxscore | Punkte: Indra 12 |         | Punkte: Papp 10 | Rathausplatz, Wien Schiedsrichter: Su Yuyen (CHN), Jasmina Juras (SRB) |
| 30. Mai 2023 11:25 Uhr | Boxscore |                  |         |                 | Rathausplatz, Wien Schiedsrichter: Su Yuyen (CHN), Jasmina Juras (SRB) |

| 30. Mai 2023 13:10 Uhr | Boxscore | Vereinigte Staaten | 13 – 16 | Kanada               | Rathausplatz, Wien Schiedsrichter: Jasmina Juras (SRB), Donald Quinn (INA) |
| 30. Mai 2023 13:10 Uhr | Boxscore |                    |         |                      | Rathausplatz, Wien Schiedsrichter: Jasmina Juras (SRB), Donald Quinn (INA) |
| 30. Mai 2023 13:10 Uhr | Boxscore | Punkte: Harper 6   |         | Punkte: M. Plouffe 8 | Rathausplatz, Wien Schiedsrichter: Jasmina Juras (SRB), Donald Quinn (INA) |
| 30. Mai 2023 13:10 Uhr | Boxscore |                    |         |                      | Rathausplatz, Wien Schiedsrichter: Jasmina Juras (SRB), Donald Quinn (INA) |

| 30. Mai 2023 13:25 Uhr | Boxscore | Tschechien          | 21 – 10 | Mongolei        | Rathausplatz, Wien Schiedsrichter: Donald Quinn (INA), Su Yuyen (CHN) |
| 30. Mai 2023 13:25 Uhr | Boxscore |                     |         |                 | Rathausplatz, Wien Schiedsrichter: Donald Quinn (INA), Su Yuyen (CHN) |
| 30. Mai 2023 13:25 Uhr | Boxscore | Punkte: Galíčková 8 |         | Punkte: Indra 5 | Rathausplatz, Wien Schiedsrichter: Donald Quinn (INA), Su Yuyen (CHN) |
| 30. Mai 2023 13:25 Uhr | Boxscore |                     |         |                 | Rathausplatz, Wien Schiedsrichter: Donald Quinn (INA), Su Yuyen (CHN) |

| 30. Mai 2023 15:10 Uhr | Boxscore | Vereinigte Staaten | 20 – 10 | Ungarn         | Rathausplatz, Wien Schiedsrichter: Su Yuyen (CHN), Donald Quinn (INA) |
| 30. Mai 2023 15:10 Uhr | Boxscore |                    |         |                | Rathausplatz, Wien Schiedsrichter: Su Yuyen (CHN), Donald Quinn (INA) |
| 30. Mai 2023 15:10 Uhr | Boxscore | Punkte: Harper 8   |         | Punkte: Papp 7 | Rathausplatz, Wien Schiedsrichter: Su Yuyen (CHN), Donald Quinn (INA) |
| 30. Mai 2023 15:10 Uhr | Boxscore |                    |         |                | Rathausplatz, Wien Schiedsrichter: Su Yuyen (CHN), Donald Quinn (INA) |

| 1. Juni 2023 11:10 Uhr | Boxscore | Mongolei         | 18 – 21 | Vereinigte Staaten  | Rathausplatz, Wien Schiedsrichter: Su Yuyen (CHN), Jasmina Juras (SRB) |
| 1. Juni 2023 11:10 Uhr | Boxscore |                  |         |                     | Rathausplatz, Wien Schiedsrichter: Su Yuyen (CHN), Jasmina Juras (SRB) |
| 1. Juni 2023 11:10 Uhr | Boxscore | Punkte: Khulan 8 |         | Punkte: Van Lith 11 | Rathausplatz, Wien Schiedsrichter: Su Yuyen (CHN), Jasmina Juras (SRB) |
| 1. Juni 2023 11:10 Uhr | Boxscore |                  |         |                     | Rathausplatz, Wien Schiedsrichter: Su Yuyen (CHN), Jasmina Juras (SRB) |

| 1. Juni 2023 11:25 Uhr | Boxscore | Ungarn         | 14 – 17 | Tschechien           | Rathausplatz, Wien Schiedsrichter: Donald Quinn (INA), Edmond Ho (HKG) |
| 1. Juni 2023 11:25 Uhr | Boxscore |                |         |                      | Rathausplatz, Wien Schiedsrichter: Donald Quinn (INA), Edmond Ho (HKG) |
| 1. Juni 2023 11:25 Uhr | Boxscore | Punkte: Papp 6 |         | Punkte: Galíčková 11 | Rathausplatz, Wien Schiedsrichter: Donald Quinn (INA), Edmond Ho (HKG) |
| 1. Juni 2023 11:25 Uhr | Boxscore |                |         |                      | Rathausplatz, Wien Schiedsrichter: Donald Quinn (INA), Edmond Ho (HKG) |

| 1. Juni 2023 13:10 Uhr | Boxscore | Kanada            | 21 – 9 | Mongolei        | Rathausplatz, Wien Schiedsrichter: Su Yuyen (CHN), Donald Quinn (INA) |
| 1. Juni 2023 13:10 Uhr | Boxscore |                   |        |                 | Rathausplatz, Wien Schiedsrichter: Su Yuyen (CHN), Donald Quinn (INA) |
| 1. Juni 2023 13:10 Uhr | Boxscore | Punkte: Crozon 11 |        | Punkte: Indra 5 | Rathausplatz, Wien Schiedsrichter: Su Yuyen (CHN), Donald Quinn (INA) |
| 1. Juni 2023 13:10 Uhr | Boxscore |                   |        |                 | Rathausplatz, Wien Schiedsrichter: Su Yuyen (CHN), Donald Quinn (INA) |

| 1. Juni 2023 13:25 Uhr | Boxscore | Tschechien         | 8 – 21 | Vereinigte Staaten | Rathausplatz, Wien Schiedsrichter: Su Yuyen (CHN), Jasmina Juras (SRB) |
| 1. Juni 2023 13:25 Uhr | Boxscore |                    |        |                    | Rathausplatz, Wien Schiedsrichter: Su Yuyen (CHN), Jasmina Juras (SRB) |
| 1. Juni 2023 13:25 Uhr | Boxscore | Punkte: Levínská 4 |        | Punkte: Brink 10   | Rathausplatz, Wien Schiedsrichter: Su Yuyen (CHN), Jasmina Juras (SRB) |
| 1. Juni 2023 13:25 Uhr | Boxscore |                    |        |                    | Rathausplatz, Wien Schiedsrichter: Su Yuyen (CHN), Jasmina Juras (SRB) |

| 1. Juni 2023 15:10 Uhr | Boxscore | Ungarn         | 11 – 21 | Kanada               | Rathausplatz, Wien Schiedsrichter: Su Yuyen (CHN), Donald Quinn (INA) |
| 1. Juni 2023 15:10 Uhr | Boxscore |                |         |                      | Rathausplatz, Wien Schiedsrichter: Su Yuyen (CHN), Donald Quinn (INA) |
| 1. Juni 2023 15:10 Uhr | Boxscore | Punkte: Papp 7 |         | Punkte: M. Plouffe 8 | Rathausplatz, Wien Schiedsrichter: Su Yuyen (CHN), Donald Quinn (INA) |
| 1. Juni 2023 15:10 Uhr | Boxscore |                |         |                      | Rathausplatz, Wien Schiedsrichter: Su Yuyen (CHN), Donald Quinn (INA) |

#### Gruppe D
| Platz | Nation   | Spiele | Siege | Ndlg. | Punkte für | Punkte gegen | Punkt Ratio | Qualifikation für |
| ----- | -------- | ------ | ----- | ----- | ---------- | ------------ | ----------- | ----------------- |
| 1     | China    | 4      | 4     | 0     | 80         | 36           | 2.222       | Viertelfinale     |
| 2     | Israel   | 4      | 3     | 1     | 61         | 65           | 0.938       | Achtelfinale      |
| 3     | Italien  | 4      | 2     | 2     | 78         | 78           | 1.000       | Achtelfinale      |
| 4     | Litauen  | 4      | 1     | 3     | 59         | 67           | 0.881       |                   |
| 5     | Rumänien | 4      | 0     | 4     | 47         | 79           | 0.595       |                   |

| 31. Mai 2023 11:10 Uhr | Boxscore | China           | 21 – 4 | Israel                        | Rathausplatz, Wien Schiedsrichter: Marek Maliszewski (POL), Jasmina Juras (SRB) |
| 31. Mai 2023 11:10 Uhr | Boxscore |                 |        |                               | Rathausplatz, Wien Schiedsrichter: Marek Maliszewski (POL), Jasmina Juras (SRB) |
| 31. Mai 2023 11:10 Uhr | Boxscore | Punkte: Wang 12 |        | Punkte: Edelman, Hadad, Saar, | Rathausplatz, Wien Schiedsrichter: Marek Maliszewski (POL), Jasmina Juras (SRB) |
| 31. Mai 2023 11:10 Uhr | Boxscore |                 |        |                               | Rathausplatz, Wien Schiedsrichter: Marek Maliszewski (POL), Jasmina Juras (SRB) |

| 31. Mai 2023 11:25 Uhr | Boxscore | Rumänien           | 15 – 20 | Italien          | Rathausplatz, Wien Schiedsrichter: Donald Quinn (INA), Glenn Tuitt (USA) |
| 31. Mai 2023 11:25 Uhr | Boxscore |                    |         |                  | Rathausplatz, Wien Schiedsrichter: Donald Quinn (INA), Glenn Tuitt (USA) |
| 31. Mai 2023 11:25 Uhr | Boxscore | Punkte: Vîrjoghe 6 |         | Punkte: D’Alie 9 | Rathausplatz, Wien Schiedsrichter: Donald Quinn (INA), Glenn Tuitt (USA) |
| 31. Mai 2023 11:25 Uhr | Boxscore |                    |         |                  | Rathausplatz, Wien Schiedsrichter: Donald Quinn (INA), Glenn Tuitt (USA) |

| 31. Mai 2023 13:10 Uhr | Boxscore | Litauen              | 7 – 17 | China         | Rathausplatz, Wien Schiedsrichter: Jasmina Juras (SRB), Donald Quinn (INA) |
| 31. Mai 2023 13:10 Uhr | Boxscore |                      |        |               | Rathausplatz, Wien Schiedsrichter: Jasmina Juras (SRB), Donald Quinn (INA) |
| 31. Mai 2023 13:10 Uhr | Boxscore | Punkte: Nacickaitė 4 |        | Punkte: Wan 8 | Rathausplatz, Wien Schiedsrichter: Jasmina Juras (SRB), Donald Quinn (INA) |
| 31. Mai 2023 13:10 Uhr | Boxscore |                      |        |               | Rathausplatz, Wien Schiedsrichter: Jasmina Juras (SRB), Donald Quinn (INA) |

| 31. Mai 2023 13:25 Uhr | Boxscore | Israel             | 21 – 12 | Rumänien        | Rathausplatz, Wien Schiedsrichter: Marek Maliszewski (POL), Glenn Tuitt (USA) |
| 31. Mai 2023 13:25 Uhr | Boxscore |                    |         |                 | Rathausplatz, Wien Schiedsrichter: Marek Maliszewski (POL), Glenn Tuitt (USA) |
| 31. Mai 2023 13:25 Uhr | Boxscore | Punkte: Edelman 11 |         | Punkte: Podar 8 | Rathausplatz, Wien Schiedsrichter: Marek Maliszewski (POL), Glenn Tuitt (USA) |
| 31. Mai 2023 13:25 Uhr | Boxscore |                    |         |                 | Rathausplatz, Wien Schiedsrichter: Marek Maliszewski (POL), Glenn Tuitt (USA) |

| 31. Mai 2023 15:10 Uhr | Boxscore | Litauen          | 21 – 22 | Italien           | Rathausplatz, Wien Schiedsrichter: Donald Quinn (INA), Glenn Tuitt (USA) |
| 31. Mai 2023 15:10 Uhr | Boxscore |                  |         |                   | Rathausplatz, Wien Schiedsrichter: Donald Quinn (INA), Glenn Tuitt (USA) |
| 31. Mai 2023 15:10 Uhr | Boxscore | Punkte: Šulskė 7 |         | Punkte: D’Alie 10 | Rathausplatz, Wien Schiedsrichter: Donald Quinn (INA), Glenn Tuitt (USA) |
| 31. Mai 2023 15:10 Uhr | Boxscore |                  |         |                   | Rathausplatz, Wien Schiedsrichter: Donald Quinn (INA), Glenn Tuitt (USA) |

| 2. Juni 2023 11:10 Uhr | Boxscore | China         | 21 – 7 | Rumänien        | Rathausplatz, Wien Schiedsrichter: Glenn Tuitt (USA), Marek Maliszewski (POL) |
| 2. Juni 2023 11:10 Uhr | Boxscore |               |        |                 | Rathausplatz, Wien Schiedsrichter: Glenn Tuitt (USA), Marek Maliszewski (POL) |
| 2. Juni 2023 11:10 Uhr | Boxscore | Punkte: Wan 9 |        | Punkte: Podar 5 | Rathausplatz, Wien Schiedsrichter: Glenn Tuitt (USA), Marek Maliszewski (POL) |
| 2. Juni 2023 11:10 Uhr | Boxscore |               |        |                 | Rathausplatz, Wien Schiedsrichter: Glenn Tuitt (USA), Marek Maliszewski (POL) |

| 2. Juni 2023 11:25 Uhr | Boxscore | Israel                | 15 – 14 | Litauen              | Rathausplatz, Wien Schiedsrichter: Jasmina Juras (SRB), Marek Maliszewski (POL) |
| 2. Juni 2023 11:25 Uhr | Boxscore |                       |         |                      | Rathausplatz, Wien Schiedsrichter: Jasmina Juras (SRB), Marek Maliszewski (POL) |
| 2. Juni 2023 11:25 Uhr | Boxscore | Punkte: Hadad, Saar 6 |         | Punkte: Nacickaitė 6 | Rathausplatz, Wien Schiedsrichter: Jasmina Juras (SRB), Marek Maliszewski (POL) |
| 2. Juni 2023 11:25 Uhr | Boxscore |                       |         |                      | Rathausplatz, Wien Schiedsrichter: Jasmina Juras (SRB), Marek Maliszewski (POL) |

| 2. Juni 2023 13:10 Uhr | Boxscore | Italien                    | 18 – 21 | China           | Rathausplatz, Wien Schiedsrichter: Jasmina Juras (SRB), Glenn Tuitt (USA) |
| 2. Juni 2023 13:10 Uhr | Boxscore |                            |         |                 | Rathausplatz, Wien Schiedsrichter: Jasmina Juras (SRB), Glenn Tuitt (USA) |
| 2. Juni 2023 13:10 Uhr | Boxscore | Punkte: Del Pero, Madera 6 |         | Punkte: Wang 10 | Rathausplatz, Wien Schiedsrichter: Jasmina Juras (SRB), Glenn Tuitt (USA) |
| 2. Juni 2023 13:10 Uhr | Boxscore |                            |         |                 | Rathausplatz, Wien Schiedsrichter: Jasmina Juras (SRB), Glenn Tuitt (USA) |

| 2. Juni 2023 13:25 Uhr | Boxscore | Rumänien           | 13 – 17 | Litauen              | Rathausplatz, Wien Schiedsrichter: Jasmina Juras (SRB), Marek Maliszewski (POL) |
| 2. Juni 2023 13:25 Uhr | Boxscore |                    |         |                      | Rathausplatz, Wien Schiedsrichter: Jasmina Juras (SRB), Marek Maliszewski (POL) |
| 2. Juni 2023 13:25 Uhr | Boxscore | Punkte: Vîrjoghe 7 |         | Punkte: Nacickaitė 7 | Rathausplatz, Wien Schiedsrichter: Jasmina Juras (SRB), Marek Maliszewski (POL) |
| 2. Juni 2023 13:25 Uhr | Boxscore |                    |         |                      | Rathausplatz, Wien Schiedsrichter: Jasmina Juras (SRB), Marek Maliszewski (POL) |

| 2. Juni 2023 15:10 Uhr | Boxscore | Italien          | 18 – 21 | Israel            | Rathausplatz, Wien Schiedsrichter: Glenn Tuitt (USA), Marek Maliszewski (POL) |
| 2. Juni 2023 15:10 Uhr | Boxscore |                  |         |                   | Rathausplatz, Wien Schiedsrichter: Glenn Tuitt (USA), Marek Maliszewski (POL) |
| 2. Juni 2023 15:10 Uhr | Boxscore | Punkte: Madera 6 |         | Punkte: Edelman 9 | Rathausplatz, Wien Schiedsrichter: Glenn Tuitt (USA), Marek Maliszewski (POL) |
| 2. Juni 2023 15:10 Uhr | Boxscore |                  |         |                   | Rathausplatz, Wien Schiedsrichter: Glenn Tuitt (USA), Marek Maliszewski (POL) |

### Finalrunde
|  | Achtelfinale       | Achtelfinale |                    |    | Viertelfinale    | Viertelfinale    |    |  | Halbfinale | Halbfinale |  |  | Finale | Finale |
|  |                    |              |                    |    |                  |                  |    |  |            |            |  |  |        |        |
|  |                    |              |                    |    |                  |                  |    |  |            |            |  |  |        |        |
|  |                    |              |                    |    |                  |                  |    |  |            |            |  |  |        |        |
|  |                    |              |                    |    |                  |                  |    |  |            |            |  |  |        |        |
|  |                    |              |                    |    |                  |                  |    |  |            |            |  |  |        |        |
|  |                    |              |                    |    |                  |                  |    |  |            |            |  |  |        |        |
|  | Österreich         | 17           |                    |    |                  |                  |    |  |            |            |  |  |        |        |
|  | Österreich         | 17           |                    |    |                  |                  |    |  |            |            |  |  |        |        |
|  |                    |              | Vereinigte Staaten | 21 |                  |                  |    |  |            |            |  |  |        |        |
|  | Vereinigte Staaten | 22           | Vereinigte Staaten | 21 |                  |                  |    |  |            |            |  |  |        |        |
|  | Vereinigte Staaten | 22           |                    |    |                  |                  |    |  |            |            |  |  |        |        |
|  | Japan              | 17           |                    |    |                  |                  |    |  |            |            |  |  |        |        |
|  | Japan              | 17           | Vereinigte Staaten | 20 |                  |                  |    |  |            |            |  |  |        |        |
|  |                    |              | Vereinigte Staaten | 20 |                  |                  |    |  |            |            |  |  |        |        |
|  |                    | China        | 12                 |    |                  |                  |    |  |            |            |  |  |        |        |
|  | Deutschland        | China        | 12                 | 19 |                  |                  |    |  |            |            |  |  |        |        |
|  | Deutschland        |              |                    | 19 |                  |                  |    |  |            |            |  |  |        |        |
|  | Tschechien         | 16           |                    |    |                  |                  |    |  |            |            |  |  |        |        |
|  | Tschechien         | 16           | Deutschland        | 14 |                  |                  |    |  |            |            |  |  |        |        |
|  |                    |              | Deutschland        | 14 |                  |                  |    |  |            |            |  |  |        |        |
|  |                    |              | China              | 17 |                  |                  |    |  |            |            |  |  |        |        |
|  |                    |              | China              | 17 |                  |                  |    |  |            |            |  |  |        |        |
|  |                    |              |                    |    |                  |                  |    |  |            |            |  |  |        |        |
|  |                    |              |                    |    |                  |                  |    |  |            |            |  |  |        |        |
|  | Vereinigte Staaten | 16           |                    |    |                  |                  |    |  |            |            |  |  |        |        |
|  | Vereinigte Staaten | 16           |                    |    |                  |                  |    |  |            |            |  |  |        |        |
|  |                    | Frankreich   | 12                 |    |                  |                  |    |  |            |            |  |  |        |        |
|  |                    | Frankreich   | 12                 |    |                  |                  |    |  |            |            |  |  |        |        |
|  |                    |              |                    |    |                  |                  |    |  |            |            |  |  |        |        |
|  |                    |              |                    |    |                  |                  |    |  |            |            |  |  |        |        |
|  | Kanada             | 13           |                    |    |                  |                  |    |  |            |            |  |  |        |        |
|  | Kanada             | 13           |                    |    |                  |                  |    |  |            |            |  |  |        |        |
|  |                    |              | Frankreich         | 14 |                  |                  |    |  |            |            |  |  |        |        |
|  | Frankreich         | 17           | Frankreich         | 14 |                  |                  |    |  |            |            |  |  |        |        |
|  | Frankreich         | 17           |                    |    |                  |                  |    |  |            |            |  |  |        |        |
|  | Italien            | 11           |                    |    |                  |                  |    |  |            |            |  |  |        |        |
|  | Italien            | 11           | Frankreich         | 21 |                  |                  |    |  |            |            |  |  |        |        |
|  |                    |              | Frankreich         | 21 |                  |                  |    |  |            |            |  |  |        |        |
|  |                    | Australien   | 17                 |    | Spiel um Platz 3 | Spiel um Platz 3 |    |  |            |            |  |  |        |        |
|  | Israel             | Australien   | 17                 | 11 | Spiel um Platz 3 | Spiel um Platz 3 |    |  |            |            |  |  |        |        |
|  | Israel             |              |                    | 11 |                  |                  |    |  |            |            |  |  |        |        |
|  | Spanien            | 21           |                    |    |                  |                  |    |  |            |            |  |  |        |        |
|  | Spanien            | 21           | Spanien            | 10 | China            | 20               |    |  |            |            |  |  |        |        |
|  |                    |              | Spanien            | 10 | China            | 20               |    |  |            |            |  |  |        |        |
|  |                    |              | Australien         | 21 |                  | Australien       | 21 |  |            |            |  |  |        |        |
|  |                    |              | Australien         | 21 |                  | Australien       | 21 |  |            |            |  |  |        |        |
|  |                    |              |                    |    |                  |                  |    |  |            |            |  |  |        |        |
|  |                    |              |                    |    |                  |                  |    |  |            |            |  |  |        |        |
|  |                    |              |                    |    |                  |                  |    |  |            |            |  |  |        |        |

#### Achtelfinale
| 3. Juni 2023 13:10 Uhr | Boxscore | Vereinigte Staaten | 22 – 17 | Japan            | Rathausplatz, Wien Schiedsrichter: Su Yuyen (CHN), Jasmina Juras (SRB) |
| 3. Juni 2023 13:10 Uhr | Boxscore |                    |         |                  | Rathausplatz, Wien Schiedsrichter: Su Yuyen (CHN), Jasmina Juras (SRB) |
| 3. Juni 2023 13:10 Uhr | Boxscore | Punkte: Van Lith 9 |         | Punkte: Emura 12 | Rathausplatz, Wien Schiedsrichter: Su Yuyen (CHN), Jasmina Juras (SRB) |
| 3. Juni 2023 13:10 Uhr | Boxscore |                    |         |                  | Rathausplatz, Wien Schiedsrichter: Su Yuyen (CHN), Jasmina Juras (SRB) |

| 3. Juni 2023 13:25 Uhr | Boxscore | Deutschland          | 19 – 16 | Tschechien          | Rathausplatz, Wien Schiedsrichter: Glenn Tuitt (USA), Marek Maliszewski (POL) |
| 3. Juni 2023 13:25 Uhr | Boxscore |                      |         |                     | Rathausplatz, Wien Schiedsrichter: Glenn Tuitt (USA), Marek Maliszewski (POL) |
| 3. Juni 2023 13:25 Uhr | Boxscore | Punkte: Greinacher 9 |         | Punkte: Galíčková 8 | Rathausplatz, Wien Schiedsrichter: Glenn Tuitt (USA), Marek Maliszewski (POL) |
| 3. Juni 2023 13:25 Uhr | Boxscore |                      |         |                     | Rathausplatz, Wien Schiedsrichter: Glenn Tuitt (USA), Marek Maliszewski (POL) |

| 3. Juni 2023 15:10 Uhr | Boxscore | Israel                  | 11 – 21 | Spanien          | Rathausplatz, Wien Schiedsrichter: Su Yuyen (CHN), Cecília Tóth (HUN) |
| 3. Juni 2023 15:10 Uhr | Boxscore |                         |         |                  | Rathausplatz, Wien Schiedsrichter: Su Yuyen (CHN), Cecília Tóth (HUN) |
| 3. Juni 2023 15:10 Uhr | Boxscore | Punkte: Edelman, Saar 4 |         | Punkte: Gimeno 9 | Rathausplatz, Wien Schiedsrichter: Su Yuyen (CHN), Cecília Tóth (HUN) |
| 3. Juni 2023 15:10 Uhr | Boxscore |                         |         |                  | Rathausplatz, Wien Schiedsrichter: Su Yuyen (CHN), Cecília Tóth (HUN) |

| 3. Juni 2023 15:35 Uhr | Boxscore | Frankreich            | 17 – 11 | Italien          | Rathausplatz, Wien Schiedsrichter: Markos Michaelides (SUI), Donald Quinn (INA) |
| 3. Juni 2023 15:35 Uhr | Boxscore |                       |         |                  | Rathausplatz, Wien Schiedsrichter: Markos Michaelides (SUI), Donald Quinn (INA) |
| 3. Juni 2023 15:35 Uhr | Boxscore | Punkte: Djekoundade 7 |         | Punkte: Madera 5 | Rathausplatz, Wien Schiedsrichter: Markos Michaelides (SUI), Donald Quinn (INA) |
| 3. Juni 2023 15:35 Uhr | Boxscore |                       |         |                  | Rathausplatz, Wien Schiedsrichter: Markos Michaelides (SUI), Donald Quinn (INA) |

#### Viertelfinale
| 3. Juni 2023 18:20 Uhr | Boxscore | Spanien                           | 10 – 21 | Australien        | Rathausplatz, Wien Schiedsrichter: Glenn Tuitt (USA), Edmond Ho (HKG) |
| 3. Juni 2023 18:20 Uhr | Boxscore |                                   |         |                   | Rathausplatz, Wien Schiedsrichter: Glenn Tuitt (USA), Edmond Ho (HKG) |
| 3. Juni 2023 18:20 Uhr | Boxscore | Punkte: Canella, Gimeno, Muhate 3 |         | Punkte: Whittle 9 | Rathausplatz, Wien Schiedsrichter: Glenn Tuitt (USA), Edmond Ho (HKG) |
| 3. Juni 2023 18:20 Uhr | Boxscore |                                   |         |                   | Rathausplatz, Wien Schiedsrichter: Glenn Tuitt (USA), Edmond Ho (HKG) |

| 3. Juni 2023 18:45 Uhr | Boxscore | Kanada               | 13 – 14 | Frankreich      | Rathausplatz, Wien Schiedsrichter: Markos Michaelides (SUI), Su Yuyen (CHN) |
| 3. Juni 2023 18:45 Uhr | Boxscore |                      |         |                 | Rathausplatz, Wien Schiedsrichter: Markos Michaelides (SUI), Su Yuyen (CHN) |
| 3. Juni 2023 18:45 Uhr | Boxscore | Punkte: K. Plouffe 8 |         | Punkte: Guapo 6 | Rathausplatz, Wien Schiedsrichter: Markos Michaelides (SUI), Su Yuyen (CHN) |
| 3. Juni 2023 18:45 Uhr | Boxscore |                      |         |                 | Rathausplatz, Wien Schiedsrichter: Markos Michaelides (SUI), Su Yuyen (CHN) |

| 3. Juni 2023 20:20 Uhr | Boxscore | Deutschland                                 | 14 – 17 | China           | Rathausplatz, Wien Schiedsrichter: Donald Quinn (INA), Marek Maliszewski (POL) |
| 3. Juni 2023 20:20 Uhr | Boxscore |                                             |         |                 | Rathausplatz, Wien Schiedsrichter: Donald Quinn (INA), Marek Maliszewski (POL) |
| 3. Juni 2023 20:20 Uhr | Boxscore | Punkte: Brunckhorst, Greinacher, Rodefeld 4 |         | Punkte: Zhang 7 | Rathausplatz, Wien Schiedsrichter: Donald Quinn (INA), Marek Maliszewski (POL) |
| 3. Juni 2023 20:20 Uhr | Boxscore |                                             |         |                 | Rathausplatz, Wien Schiedsrichter: Donald Quinn (INA), Marek Maliszewski (POL) |

| 3. Juni 2023 20:45 Uhr | Boxscore | Österreich                 | 17 – 21 | Vereinigte Staaten | Rathausplatz, Wien Schiedsrichter: Jasmina Juras (SRB), Cecília Tóth (HUN) |
| 3. Juni 2023 20:45 Uhr | Boxscore |                            |         |                    | Rathausplatz, Wien Schiedsrichter: Jasmina Juras (SRB), Cecília Tóth (HUN) |
| 3. Juni 2023 20:45 Uhr | Boxscore | Punkte: Robetin, Sagerer 5 |         | Punkte: Van Lith 8 | Rathausplatz, Wien Schiedsrichter: Jasmina Juras (SRB), Cecília Tóth (HUN) |
| 3. Juni 2023 20:45 Uhr | Boxscore |                            |         |                    | Rathausplatz, Wien Schiedsrichter: Jasmina Juras (SRB), Cecília Tóth (HUN) |

#### Halbfinale
| 4. Juni 2023 14:30 Uhr | Boxscore | Vereinigte Staaten | 20 – 12 | China          | Rathausplatz, Wien Schiedsrichter: Donald Quinn (INA), Marek Maliszewski (POL) |
| 4. Juni 2023 14:30 Uhr | Boxscore |                    |         |                | Rathausplatz, Wien Schiedsrichter: Donald Quinn (INA), Marek Maliszewski (POL) |
| 4. Juni 2023 14:30 Uhr | Boxscore | Punkte: Brink 8    |         | Punkte: Wang 6 | Rathausplatz, Wien Schiedsrichter: Donald Quinn (INA), Marek Maliszewski (POL) |
| 4. Juni 2023 14:30 Uhr | Boxscore |                    |         |                | Rathausplatz, Wien Schiedsrichter: Donald Quinn (INA), Marek Maliszewski (POL) |

| 4. Juni 2023 14:55 Uhr | Boxscore | Frankreich       | 21 – 17 | Australien        | Rathausplatz, Wien Schiedsrichter: Glenn Tuitt (USA), Edmond Ho (HKG) |
| 4. Juni 2023 14:55 Uhr | Boxscore |                  |         |                   | Rathausplatz, Wien Schiedsrichter: Glenn Tuitt (USA), Edmond Ho (HKG) |
| 4. Juni 2023 14:55 Uhr | Boxscore | Punkte: Paget 11 |         | Punkte: Whittle 7 | Rathausplatz, Wien Schiedsrichter: Glenn Tuitt (USA), Edmond Ho (HKG) |
| 4. Juni 2023 14:55 Uhr | Boxscore |                  |         |                   | Rathausplatz, Wien Schiedsrichter: Glenn Tuitt (USA), Edmond Ho (HKG) |

#### Spiel um Platz 3
| 4. Juni 2023 16:50 Uhr | Boxscore | China          | 20 – 21 | Australien         | Rathausplatz, Wien Schiedsrichter: Markos Michaelides (SUI), Donald Quinn (INA) |
| 4. Juni 2023 16:50 Uhr | Boxscore |                |         |                    | Rathausplatz, Wien Schiedsrichter: Markos Michaelides (SUI), Donald Quinn (INA) |
| 4. Juni 2023 16:50 Uhr | Boxscore | Punkte: Wang 9 |         | Punkte: Whittle 11 | Rathausplatz, Wien Schiedsrichter: Markos Michaelides (SUI), Donald Quinn (INA) |
| 4. Juni 2023 16:50 Uhr | Boxscore |                |         |                    | Rathausplatz, Wien Schiedsrichter: Markos Michaelides (SUI), Donald Quinn (INA) |

#### Finale
| 4. Juni 2023 18:10 Uhr | Boxscore | Vereinigte Staaten          | 16 – 12 | Frankreich         | Rathausplatz, Wien Schiedsrichter: Jasmina Juras (SRB), Markos Michaelides (SUI) |
| 4. Juni 2023 18:10 Uhr | Boxscore |                             |         |                    | Rathausplatz, Wien Schiedsrichter: Jasmina Juras (SRB), Markos Michaelides (SUI) |
| 4. Juni 2023 18:10 Uhr | Boxscore | Punkte: Burdick, Van Lith 7 |         | Punkte: Limouzin 5 | Rathausplatz, Wien Schiedsrichter: Jasmina Juras (SRB), Markos Michaelides (SUI) |
| 4. Juni 2023 18:10 Uhr | Boxscore |                             |         |                    | Rathausplatz, Wien Schiedsrichter: Jasmina Juras (SRB), Markos Michaelides (SUI) |

### Abschlussplatzierungen
| Rang | Nation             |
| ---- | ------------------ |
| 1    | Vereinigte Staaten |
| 2    | Frankreich         |
| 3    | Australien         |
| 4    | China              |
| 5    | Deutschland        |
| 6    | Kanada             |
| 7    | Österreich         |
| 8    | Spanien            |
| 9    | Japan              |
| 10   | Tschechien         |
| 11   | Israel             |
| 12   | Italien            |
| 13   | Ägypten            |
| 14   | Brasilien          |
| 15   | Litauen            |
| 16   | Niederlande        |
| 17   | Ungarn             |
| 18   | Mongolei           |
| 19   | Polen              |
| 20   | Rumänien           |

### Statistiken und Auszeichnungen

#### Most Valuable Player
- Cameron Brink

#### All-Star-Team
- Cameron Brink
- Laëtitia Guapo
- Marena Whittle

#### Top-Scorerinnen
| Name           | Punkte |
| -------------- | ------ |
| Marena Whittle | 70     |
| Wang Lili      | 46     |
| Laëtitia Guapo | 45     |
| Cameron Brink  | 44     |
| Yua Emura      | 42     |

## Männerturnier

### Mannschaften
| Setzliste | Nation             | Spieler            | Spieler                    | Spieler                 | Spieler             |
| --------- | ------------------ | ------------------ | -------------------------- | ----------------------- | ------------------- |
| 1         | Serbien            | Marko Branković    | Dejan Majstorović          | Strahinja Stojačić      | Mihailo Vasić       |
| 2         | Vereinigte Staaten | Canyon Barry       | Jimmer Fredette            | Kareem Maddox           | Dylan Travis        |
| 3         | Litauen            | Evaldas Džiaugys   | Gintautas Matulis          | Darius Tarvydas         | Ignas Vaitkus       |
| 4         | Niederlande        | Jan Driessen       | Arvin Slagter              | Worthy de Jong          | Dimeo van der Horst |
| 5         | Belgien            | Caspar Augustijnen | Bryan De Valck             | Dennis Donkor           | Thibaut Vervoort    |
| 6         | Mongolei           | Ariunboldyn Anand  | Davaasambuugiin Delgernyam | Onolbaataryn Enkhbaatar | Tsogtyn Otgonjargal |
| 7         | Lettland           | Francis Lācis      | Kārlis Lasmanis            | Nauris Miezis           | Agnis Čavars        |
| 8         | Frankreich         | Vincent Fauché     | Jules Rambaut              | Franck Séguéla          | Alex Vialaret       |
| 9         | Österreich         | Nico Kaltenbrunner | Filip Krämer               | Matthias Linortner      | Rashaan Mbemba      |
| 10        | Deutschland        | Denzel Agyeman     | Linus Beikame              | Niklas Geske            | Bastian Landgraf    |
| 11        | Polen              | Adrian Bogucki     | Szymon Rduch               | Mateusz Szlachetka      | Przemysław Zamojski |
| 12        | Schweiz            | Jonathan Dubas     | Marco Lehmann              | Gilles Martin           | Westher Molteni     |
| 13        | Japan              | Thomas Kennedy     | Tomoya Ochiai              | Ryo Sadohara            | Ryuto Yasuoka       |
| 14        | Israel             | Ben Altit          | Gur Lavy                   | Guy Palatin             | Joaquin Szuchman    |
| 15        | Slowenien          | Adrian Hirschmann  | Blaž Janežič               | Jure Ličen              | Jakob Strel         |
| 16        | Puerto Rico        | Leandro Allende    | Luis Cuascut               | Adrián Ocasio           | Antonio Ralat       |
| 17        | Australien         | Daniel Johnson     | Mitch McCarron             | Andrew Steel            | Lucas Walker        |
| 18        | Brasilien          | Léo Branquinho     | Jonatas Mello              | Ruan Miranda            | Jefferson Socas     |
| 19        | Ungarn             | Kelemen Balázs     | Attila Demeter             | Tomislav Ivosev         | Uroš Rosić          |
| 20        | Madagaskar         | Fiary Rakotonirina | Elly Randriamampionona     | Livio Ratianarivo       | Alpha Solondrainy   |

### Vorrunde

#### Gruppe A
| Platz | Nation      | Spiele | Siege | Ndlg. | Punkte für | Punkte gegen | Punkt Ratio | Qualifikation für |
| ----- | ----------- | ------ | ----- | ----- | ---------- | ------------ | ----------- | ----------------- |
| 1     | Serbien     | 4      | 4     | 0     | 84         | 56           | 1.500       | Viertelfinale     |
| 2     | Brasilien   | 4      | 3     | 1     | 73         | 68           | 1.074       | Achtelfinale      |
| 3     | Frankreich  | 4      | 1     | 3     | 66         | 72           | 0.917       | Achtelfinale      |
| 4     | Madagaskar  | 4      | 1     | 3     | 63         | 81           | 0.778       |                   |
| 5     | Deutschland | 4      | 1     | 3     | 59         | 68           | 0.868       |                   |

| 30. Mai 2023 18:15 Uhr | Boxscore | Deutschland       | 14 – 17 | Brasilien                   | Rathausplatz, Wien Schiedsrichter: Cecília Tóth (HUN), Marek Maliszewski (POL) |
| 30. Mai 2023 18:15 Uhr | Boxscore |                   |         |                             | Rathausplatz, Wien Schiedsrichter: Cecília Tóth (HUN), Marek Maliszewski (POL) |
| 30. Mai 2023 18:15 Uhr | Boxscore | Punkte: Beikame 5 |         | Punkte: Branquinho, Socas 5 | Rathausplatz, Wien Schiedsrichter: Cecília Tóth (HUN), Marek Maliszewski (POL) |
| 30. Mai 2023 18:15 Uhr | Boxscore |                   |         |                             | Rathausplatz, Wien Schiedsrichter: Cecília Tóth (HUN), Marek Maliszewski (POL) |

| 30. Mai 2023 18:40 Uhr | Boxscore | Madagaskar                  | 9 – 21 | Serbien            | Rathausplatz, Wien Schiedsrichter: Glenn Tuitt (USA), Marek Maliszewski (POL) |
| 30. Mai 2023 18:40 Uhr | Boxscore |                             |        |                    | Rathausplatz, Wien Schiedsrichter: Glenn Tuitt (USA), Marek Maliszewski (POL) |
| 30. Mai 2023 18:40 Uhr | Boxscore | Punkte: Randriamampionona 4 |        | Punkte: Stojačić 7 | Rathausplatz, Wien Schiedsrichter: Glenn Tuitt (USA), Marek Maliszewski (POL) |
| 30. Mai 2023 18:40 Uhr | Boxscore |                             |        |                    | Rathausplatz, Wien Schiedsrichter: Glenn Tuitt (USA), Marek Maliszewski (POL) |

| 30. Mai 2023 20:25 Uhr | Boxscore | Brasilien                            | 19 – 16 | Frankreich         | Rathausplatz, Wien Schiedsrichter: Marek Maliszewski (POL), Edmond Ho (HKG) |
| 30. Mai 2023 20:25 Uhr | Boxscore |                                      |         |                    | Rathausplatz, Wien Schiedsrichter: Marek Maliszewski (POL), Edmond Ho (HKG) |
| 30. Mai 2023 20:25 Uhr | Boxscore | Punkte: Branquinho, Mello, Miranda 5 |         | Punkte: Vialaret 7 | Rathausplatz, Wien Schiedsrichter: Marek Maliszewski (POL), Edmond Ho (HKG) |
| 30. Mai 2023 20:25 Uhr | Boxscore |                                      |         |                    | Rathausplatz, Wien Schiedsrichter: Marek Maliszewski (POL), Edmond Ho (HKG) |

| 30. Mai 2023 20:50 Uhr | Boxscore | Madagaskar                               | 16 – 20 | Deutschland               | Rathausplatz, Wien Schiedsrichter: Glenn Tuitt (USA), Cecília Tóth (HUN) |
| 30. Mai 2023 20:50 Uhr | Boxscore |                                          |         |                           | Rathausplatz, Wien Schiedsrichter: Glenn Tuitt (USA), Cecília Tóth (HUN) |
| 30. Mai 2023 20:50 Uhr | Boxscore | Punkte: Randriamampionona, Ratianarivo 5 |         | Punkte: Geske, Landgraf 6 | Rathausplatz, Wien Schiedsrichter: Glenn Tuitt (USA), Cecília Tóth (HUN) |
| 30. Mai 2023 20:50 Uhr | Boxscore |                                          |         |                           | Rathausplatz, Wien Schiedsrichter: Glenn Tuitt (USA), Cecília Tóth (HUN) |

| 30. Mai 2023 22:05 Uhr | Boxscore | Serbien            | 21 – 16 | Frankreich          | Rathausplatz, Wien Schiedsrichter: Edmond Ho (HKG), Cecília Tóth (HUN) |
| 30. Mai 2023 22:05 Uhr | Boxscore |                    |         |                     | Rathausplatz, Wien Schiedsrichter: Edmond Ho (HKG), Cecília Tóth (HUN) |
| 30. Mai 2023 22:05 Uhr | Boxscore | Punkte: Stojačić 7 |         | Punkte: Vialaret 10 | Rathausplatz, Wien Schiedsrichter: Edmond Ho (HKG), Cecília Tóth (HUN) |
| 30. Mai 2023 22:05 Uhr | Boxscore |                    |         |                     | Rathausplatz, Wien Schiedsrichter: Edmond Ho (HKG), Cecília Tóth (HUN) |

| 1. Juni 2023 18:15 Uhr | Boxscore | Deutschland       | 14 – 21 | Serbien            | Rathausplatz, Wien Schiedsrichter: Markos Michaelides (SUI), Glenn Tuitt (USA) |
| 1. Juni 2023 18:15 Uhr | Boxscore |                   |         |                    | Rathausplatz, Wien Schiedsrichter: Markos Michaelides (SUI), Glenn Tuitt (USA) |
| 1. Juni 2023 18:15 Uhr | Boxscore | Punkte: Beikame 5 |         | Punkte: Stojačić 9 | Rathausplatz, Wien Schiedsrichter: Markos Michaelides (SUI), Glenn Tuitt (USA) |
| 1. Juni 2023 18:15 Uhr | Boxscore |                   |         |                    | Rathausplatz, Wien Schiedsrichter: Markos Michaelides (SUI), Glenn Tuitt (USA) |

| 1. Juni 2023 18:40 Uhr | Boxscore | Brasilien             | 20 – 17 | Madagaskar            | Rathausplatz, Wien Schiedsrichter: Marek Maliszewski (POL), Cecília Tóth (HUN) |
| 1. Juni 2023 18:40 Uhr | Boxscore |                       |         |                       | Rathausplatz, Wien Schiedsrichter: Marek Maliszewski (POL), Cecília Tóth (HUN) |
| 1. Juni 2023 18:40 Uhr | Boxscore | Punkte: Branquinho 12 |         | Punkte: Ratianarivo 9 | Rathausplatz, Wien Schiedsrichter: Marek Maliszewski (POL), Cecília Tóth (HUN) |
| 1. Juni 2023 18:40 Uhr | Boxscore |                       |         |                       | Rathausplatz, Wien Schiedsrichter: Marek Maliszewski (POL), Cecília Tóth (HUN) |

| 1. Juni 2023 20:25 Uhr | Boxscore | Frankreich                | 14 – 11 | Deutschland       | Rathausplatz, Wien Schiedsrichter: Markos Michaelides (SUI), Marek Maliszewski (POL) |
| 1. Juni 2023 20:25 Uhr | Boxscore |                           |         |                   | Rathausplatz, Wien Schiedsrichter: Markos Michaelides (SUI), Marek Maliszewski (POL) |
| 1. Juni 2023 20:25 Uhr | Boxscore | Punkte: Fauché, Rambaut 5 |         | Punkte: Agyeman 5 | Rathausplatz, Wien Schiedsrichter: Markos Michaelides (SUI), Marek Maliszewski (POL) |
| 1. Juni 2023 20:25 Uhr | Boxscore |                           |         |                   | Rathausplatz, Wien Schiedsrichter: Markos Michaelides (SUI), Marek Maliszewski (POL) |

| 1. Juni 2023 20:50 Uhr | Boxscore | Serbien            | 21 – 17 | Brasilien            | Rathausplatz, Wien Schiedsrichter: Markos Michaelides (SUI), Cecília Tóth (HUN) |
| 1. Juni 2023 20:50 Uhr | Boxscore |                    |         |                      | Rathausplatz, Wien Schiedsrichter: Markos Michaelides (SUI), Cecília Tóth (HUN) |
| 1. Juni 2023 20:50 Uhr | Boxscore | Punkte: Stojačić 7 |         | Punkte: Branquinho 7 | Rathausplatz, Wien Schiedsrichter: Markos Michaelides (SUI), Cecília Tóth (HUN) |
| 1. Juni 2023 20:50 Uhr | Boxscore |                    |         |                      | Rathausplatz, Wien Schiedsrichter: Markos Michaelides (SUI), Cecília Tóth (HUN) |

| 1. Juni 2023 22:05 Uhr | Boxscore | Frankreich        | 20 – 21 | Madagaskar             | Rathausplatz, Wien Schiedsrichter: Glenn Tuitt (USA), Marek Maliszewski (POL) |
| 1. Juni 2023 22:05 Uhr | Boxscore |                   |         |                        | Rathausplatz, Wien Schiedsrichter: Glenn Tuitt (USA), Marek Maliszewski (POL) |
| 1. Juni 2023 22:05 Uhr | Boxscore | Punkte: Séguéla 8 |         | Punkte: Ratianarivo 12 | Rathausplatz, Wien Schiedsrichter: Glenn Tuitt (USA), Marek Maliszewski (POL) |
| 1. Juni 2023 22:05 Uhr | Boxscore |                   |         |                        | Rathausplatz, Wien Schiedsrichter: Glenn Tuitt (USA), Marek Maliszewski (POL) |

#### Gruppe B
| Platz | Nation   | Spiele | Siege | Ndlg. | Punkte für | Punkte gegen | Punkt Ratio | Qualifikation für |
| ----- | -------- | ------ | ----- | ----- | ---------- | ------------ | ----------- | ----------------- |
| 1     | China    | 4      | 4     | 0     | 80         | 36           | 2.222       | Viertelfinale     |
| 2     | Israel   | 4      | 3     | 1     | 61         | 65           | 0.938       | Achtelfinale      |
| 3     | Italien  | 4      | 2     | 2     | 78         | 78           | 1.000       | Achtelfinale      |
| 4     | Litauen  | 4      | 1     | 3     | 59         | 67           | 0.881       |                   |
| 5     | Rumänien | 4      | 0     | 4     | 47         | 79           | 0.595       |                   |

| 31. Mai 2023 17:10 Uhr | Boxscore | Vereinigte Staaten  | 21 – 17 | Lettland         | Rathausplatz, Wien Schiedsrichter: Markos Michaelides (SUI), Edmond Ho (HKG) |
| 31. Mai 2023 17:10 Uhr | Boxscore |                     |         |                  | Rathausplatz, Wien Schiedsrichter: Markos Michaelides (SUI), Edmond Ho (HKG) |
| 31. Mai 2023 17:10 Uhr | Boxscore | Punkte: Fredette 11 |         | Punkte: Miezis 6 | Rathausplatz, Wien Schiedsrichter: Markos Michaelides (SUI), Edmond Ho (HKG) |
| 31. Mai 2023 17:10 Uhr | Boxscore |                     |         |                  | Rathausplatz, Wien Schiedsrichter: Markos Michaelides (SUI), Edmond Ho (HKG) |

| 31. Mai 2023 17:35 Uhr | Boxscore | Slowenien            | 15 – 21 | Österreich          | Rathausplatz, Wien Schiedsrichter: Cecília Tóth (HUN), Edmond Ho (HKG) |
| 31. Mai 2023 17:35 Uhr | Boxscore |                      |         |                     | Rathausplatz, Wien Schiedsrichter: Cecília Tóth (HUN), Edmond Ho (HKG) |
| 31. Mai 2023 17:35 Uhr | Boxscore | Punkte: Hirschmann 9 |         | Punkte: Linortner 9 | Rathausplatz, Wien Schiedsrichter: Cecília Tóth (HUN), Edmond Ho (HKG) |
| 31. Mai 2023 17:35 Uhr | Boxscore |                      |         |                     | Rathausplatz, Wien Schiedsrichter: Cecília Tóth (HUN), Edmond Ho (HKG) |

| 31. Mai 2023 19:20 Uhr | Boxscore | Vereinigte Staaten | 21 – 18 | Australien       | Rathausplatz, Wien Schiedsrichter: Su Yuyen (CHN), Edmond Ho (HKG) |
| 31. Mai 2023 19:20 Uhr | Boxscore |                    |         |                  | Rathausplatz, Wien Schiedsrichter: Su Yuyen (CHN), Edmond Ho (HKG) |
| 31. Mai 2023 19:20 Uhr | Boxscore | Punkte: Fredette 8 |         | Punkte: Walker 8 | Rathausplatz, Wien Schiedsrichter: Su Yuyen (CHN), Edmond Ho (HKG) |
| 31. Mai 2023 19:20 Uhr | Boxscore |                    |         |                  | Rathausplatz, Wien Schiedsrichter: Su Yuyen (CHN), Edmond Ho (HKG) |

| 31. Mai 2023 19:45 Uhr | Boxscore | Lettland         | 22 – 11 | Slowenien                   | Rathausplatz, Wien Schiedsrichter: Cecília Tóth (HUN), Markos Michaelides (SUI) |
| 31. Mai 2023 19:45 Uhr | Boxscore |                  |         |                             | Rathausplatz, Wien Schiedsrichter: Cecília Tóth (HUN), Markos Michaelides (SUI) |
| 31. Mai 2023 19:45 Uhr | Boxscore | Punkte: Čavars 7 |         | Punkte: Hirschmann, Ličen 4 | Rathausplatz, Wien Schiedsrichter: Cecília Tóth (HUN), Markos Michaelides (SUI) |
| 31. Mai 2023 19:45 Uhr | Boxscore |                  |         |                             | Rathausplatz, Wien Schiedsrichter: Cecília Tóth (HUN), Markos Michaelides (SUI) |

| 31. Mai 2023 21:40 Uhr | Boxscore | Österreich          | 17 – 15 | Australien        | Rathausplatz, Wien Schiedsrichter: Cecília Tóth (HUN), Markos Michaelides (SUI) |
| 31. Mai 2023 21:40 Uhr | Boxscore |                     |         |                   | Rathausplatz, Wien Schiedsrichter: Cecília Tóth (HUN), Markos Michaelides (SUI) |
| 31. Mai 2023 21:40 Uhr | Boxscore | Punkte: Linortner 8 |         | Punkte: Johnson 9 | Rathausplatz, Wien Schiedsrichter: Cecília Tóth (HUN), Markos Michaelides (SUI) |
| 31. Mai 2023 21:40 Uhr | Boxscore |                     |         |                   | Rathausplatz, Wien Schiedsrichter: Cecília Tóth (HUN), Markos Michaelides (SUI) |

| 2. Juni 2023 17:10 Uhr | Boxscore | Australien        | 22 – 10 | Slowenien                   | Rathausplatz, Wien Schiedsrichter: Cecília Tóth (HUN), Markos Michaelides (SUI) |
| 2. Juni 2023 17:10 Uhr | Boxscore |                   |         |                             | Rathausplatz, Wien Schiedsrichter: Cecília Tóth (HUN), Markos Michaelides (SUI) |
| 2. Juni 2023 17:10 Uhr | Boxscore | Punkte: Johnson 9 |         | Punkte: Hirschmann, Strel 4 | Rathausplatz, Wien Schiedsrichter: Cecília Tóth (HUN), Markos Michaelides (SUI) |
| 2. Juni 2023 17:10 Uhr | Boxscore |                   |         |                             | Rathausplatz, Wien Schiedsrichter: Cecília Tóth (HUN), Markos Michaelides (SUI) |

| 2. Juni 2023 17:35 Uhr | Boxscore | Lettland          | 20 – 18 | Österreich          | Rathausplatz, Wien Schiedsrichter: Markos Michaelides (SUI), Donald Quinn (INA) |
| 2. Juni 2023 17:35 Uhr | Boxscore |                   |         |                     | Rathausplatz, Wien Schiedsrichter: Markos Michaelides (SUI), Donald Quinn (INA) |
| 2. Juni 2023 17:35 Uhr | Boxscore | Punkte: Miezis 12 |         | Punkte: Linortner 7 | Rathausplatz, Wien Schiedsrichter: Markos Michaelides (SUI), Donald Quinn (INA) |
| 2. Juni 2023 17:35 Uhr | Boxscore |                   |         |                     | Rathausplatz, Wien Schiedsrichter: Markos Michaelides (SUI), Donald Quinn (INA) |

| 2. Juni 2023 19:20 Uhr | Boxscore | Slowenien       | 14 – 21 | Vereinigte Staaten | Rathausplatz, Wien Schiedsrichter: Markos Michaelides (SUI), Su Yuyen (CHN) |
| 2. Juni 2023 19:20 Uhr | Boxscore |                 |         |                    | Rathausplatz, Wien Schiedsrichter: Markos Michaelides (SUI), Su Yuyen (CHN) |
| 2. Juni 2023 19:20 Uhr | Boxscore | Punkte: Ličen 8 |         | Punkte: Travis 8   | Rathausplatz, Wien Schiedsrichter: Markos Michaelides (SUI), Su Yuyen (CHN) |
| 2. Juni 2023 19:20 Uhr | Boxscore |                 |         |                    | Rathausplatz, Wien Schiedsrichter: Markos Michaelides (SUI), Su Yuyen (CHN) |

| 2. Juni 2023 19:45 Uhr | Boxscore | Australien        | 9 – 22 | Lettland          | Rathausplatz, Wien Schiedsrichter: Cecília Tóth (HUN), Donald Quinn (INA) |
| 2. Juni 2023 19:45 Uhr | Boxscore |                   |        |                   | Rathausplatz, Wien Schiedsrichter: Cecília Tóth (HUN), Donald Quinn (INA) |
| 2. Juni 2023 19:45 Uhr | Boxscore | Punkte: Johnson 7 |        | Punkte: Travis 10 | Rathausplatz, Wien Schiedsrichter: Cecília Tóth (HUN), Donald Quinn (INA) |
| 2. Juni 2023 19:45 Uhr | Boxscore |                   |        |                   | Rathausplatz, Wien Schiedsrichter: Cecília Tóth (HUN), Donald Quinn (INA) |

| 2. Juni 2023 21:20 Uhr | Boxscore | Österreich              | 16 – 21 | Vereinigte Staaten  | Rathausplatz, Wien Schiedsrichter: Markos Michaelides (SUI), Cecília Tóth (HUN) |
| 2. Juni 2023 21:20 Uhr | Boxscore |                         |         |                     | Rathausplatz, Wien Schiedsrichter: Markos Michaelides (SUI), Cecília Tóth (HUN) |
| 2. Juni 2023 21:20 Uhr | Boxscore | Punkte: Kaltenbrunner 8 |         | Punkte: Fredette 13 | Rathausplatz, Wien Schiedsrichter: Markos Michaelides (SUI), Cecília Tóth (HUN) |
| 2. Juni 2023 21:20 Uhr | Boxscore |                         |         |                     | Rathausplatz, Wien Schiedsrichter: Markos Michaelides (SUI), Cecília Tóth (HUN) |

#### Gruppe C
| Platz | Nation   | Spiele | Siege | Ndlg. | Punkte für | Punkte gegen | Punkt Ratio | Qualifikation für |
| ----- | -------- | ------ | ----- | ----- | ---------- | ------------ | ----------- | ----------------- |
| 1     | China    | 4      | 4     | 0     | 80         | 36           | 2.222       | Viertelfinale     |
| 2     | Israel   | 4      | 3     | 1     | 61         | 65           | 0.938       | Achtelfinale      |
| 3     | Italien  | 4      | 2     | 2     | 78         | 78           | 1.000       | Achtelfinale      |
| 4     | Litauen  | 4      | 1     | 3     | 59         | 67           | 0.881       |                   |
| 5     | Rumänien | 4      | 0     | 4     | 47         | 79           | 0.595       |                   |

| 30. Mai 2023 12:00 Uhr | Boxscore | Belgien           | 21 – 18 | Israel          | Rathausplatz, Wien Schiedsrichter: Donald Quinn (INA), Markos Michaelides (SUI) |
| 30. Mai 2023 12:00 Uhr | Boxscore |                   |         |                 | Rathausplatz, Wien Schiedsrichter: Donald Quinn (INA), Markos Michaelides (SUI) |
| 30. Mai 2023 12:00 Uhr | Boxscore | Punkte: Donkor 10 |         | Punkte: Lavy 10 | Rathausplatz, Wien Schiedsrichter: Donald Quinn (INA), Markos Michaelides (SUI) |
| 30. Mai 2023 12:00 Uhr | Boxscore |                   |         |                 | Rathausplatz, Wien Schiedsrichter: Donald Quinn (INA), Markos Michaelides (SUI) |

| 30. Mai 2023 12:25 Uhr | Boxscore | Polen             | 18 – 21 | Puerto Rico      | Rathausplatz, Wien Schiedsrichter: Markos Michaelides (SUI), Jasmina Juras (SRB) |
| 30. Mai 2023 12:25 Uhr | Boxscore |                   |         |                  | Rathausplatz, Wien Schiedsrichter: Markos Michaelides (SUI), Jasmina Juras (SRB) |
| 30. Mai 2023 12:25 Uhr | Boxscore | Punkte: Bogucki 6 |         | Punkte: Ocasio 7 | Rathausplatz, Wien Schiedsrichter: Markos Michaelides (SUI), Jasmina Juras (SRB) |
| 30. Mai 2023 12:25 Uhr | Boxscore |                   |         |                  | Rathausplatz, Wien Schiedsrichter: Markos Michaelides (SUI), Jasmina Juras (SRB) |

| 30. Mai 2023 14:00 Uhr | Boxscore | Litauen            | 22 – 18 | Belgien          | Rathausplatz, Wien Schiedsrichter: Jasmina Juras (SRB), Markos Michaelides (SUI) |
| 30. Mai 2023 14:00 Uhr | Boxscore |                    |         |                  | Rathausplatz, Wien Schiedsrichter: Jasmina Juras (SRB), Markos Michaelides (SUI) |
| 30. Mai 2023 14:00 Uhr | Boxscore | Punkte: Džiaugys 7 |         | Punkte: Donkor 6 | Rathausplatz, Wien Schiedsrichter: Jasmina Juras (SRB), Markos Michaelides (SUI) |
| 30. Mai 2023 14:00 Uhr | Boxscore |                    |         |                  | Rathausplatz, Wien Schiedsrichter: Jasmina Juras (SRB), Markos Michaelides (SUI) |

| 30. Mai 2023 14:25 Uhr | Boxscore | Israel            | 21 – 19 | Polen             | Rathausplatz, Wien Schiedsrichter: Jasmina Juras (SRB), Su Yuyen (CHN) |
| 30. Mai 2023 14:25 Uhr | Boxscore |                   |         |                   | Rathausplatz, Wien Schiedsrichter: Jasmina Juras (SRB), Su Yuyen (CHN) |
| 30. Mai 2023 14:25 Uhr | Boxscore | Punkte: Palatin 9 |         | Punkte: Bogucki 6 | Rathausplatz, Wien Schiedsrichter: Jasmina Juras (SRB), Su Yuyen (CHN) |
| 30. Mai 2023 14:25 Uhr | Boxscore |                   |         |                   | Rathausplatz, Wien Schiedsrichter: Jasmina Juras (SRB), Su Yuyen (CHN) |

| 30. Mai 2023 15:25 Uhr | Boxscore | Litauen            | 21 – 15 | Puerto Rico     | Rathausplatz, Wien Schiedsrichter: Donald Quinn (INA), Markos Michaelides (SUI) |
| 30. Mai 2023 15:25 Uhr | Boxscore |                    |         |                 | Rathausplatz, Wien Schiedsrichter: Donald Quinn (INA), Markos Michaelides (SUI) |
| 30. Mai 2023 15:25 Uhr | Boxscore | Punkte: Džiaugys 7 |         | Punkte: Ralat 6 | Rathausplatz, Wien Schiedsrichter: Donald Quinn (INA), Markos Michaelides (SUI) |
| 30. Mai 2023 15:25 Uhr | Boxscore |                    |         |                 | Rathausplatz, Wien Schiedsrichter: Donald Quinn (INA), Markos Michaelides (SUI) |

| 1. Juni 2023 12:00 Uhr | Boxscore | Polen             | 22 – 21 | Litauen            | Rathausplatz, Wien Schiedsrichter: Edmond Ho (HKG), Su Yuyen (CHN) |
| 1. Juni 2023 12:00 Uhr | Boxscore |                   |         |                    | Rathausplatz, Wien Schiedsrichter: Edmond Ho (HKG), Su Yuyen (CHN) |
| 1. Juni 2023 12:00 Uhr | Boxscore | Punkte: Bogucki 9 |         | Punkte: Tarvydas 9 | Rathausplatz, Wien Schiedsrichter: Edmond Ho (HKG), Su Yuyen (CHN) |
| 1. Juni 2023 12:00 Uhr | Boxscore |                   |         |                    | Rathausplatz, Wien Schiedsrichter: Edmond Ho (HKG), Su Yuyen (CHN) |

| 1. Juni 2023 12:25 Uhr | Boxscore | Puerto Rico      | 20 – 16 | Israel                                   | Rathausplatz, Wien Schiedsrichter: Jasmina Juras (SRB), Donald Quinn (INA) |
| 1. Juni 2023 12:25 Uhr | Boxscore |                  |         |                                          | Rathausplatz, Wien Schiedsrichter: Jasmina Juras (SRB), Donald Quinn (INA) |
| 1. Juni 2023 12:25 Uhr | Boxscore | Punkte: Ralat 14 |         | Punkte: Altit, Lavy, Palatin, Szuchman 4 | Rathausplatz, Wien Schiedsrichter: Jasmina Juras (SRB), Donald Quinn (INA) |
| 1. Juni 2023 12:25 Uhr | Boxscore |                  |         |                                          | Rathausplatz, Wien Schiedsrichter: Jasmina Juras (SRB), Donald Quinn (INA) |

| 1. Juni 2023 14:00 Uhr | Boxscore | Belgien          | 15 – 21 | Polen              | Rathausplatz, Wien Schiedsrichter: Edmond Ho (HKG), Donald Quinn (INA) |
| 1. Juni 2023 14:00 Uhr | Boxscore |                  |         |                    | Rathausplatz, Wien Schiedsrichter: Edmond Ho (HKG), Donald Quinn (INA) |
| 1. Juni 2023 14:00 Uhr | Boxscore | Punkte: Donkor 7 |         | Punkte: Zamojski 8 | Rathausplatz, Wien Schiedsrichter: Edmond Ho (HKG), Donald Quinn (INA) |
| 1. Juni 2023 14:00 Uhr | Boxscore |                  |         |                    | Rathausplatz, Wien Schiedsrichter: Edmond Ho (HKG), Donald Quinn (INA) |

| 1. Juni 2023 14:25 Uhr | Boxscore | Israel                  | 15 – 14 | Litauen           | Rathausplatz, Wien Schiedsrichter: Jasmina Juras (SRB), Edmond Ho (HKG) |
| 1. Juni 2023 14:25 Uhr | Boxscore |                         |         |                   | Rathausplatz, Wien Schiedsrichter: Jasmina Juras (SRB), Edmond Ho (HKG) |
| 1. Juni 2023 14:25 Uhr | Boxscore | Punkte: Lavy, Palatin 5 |         | Punkte: Matulis 5 | Rathausplatz, Wien Schiedsrichter: Jasmina Juras (SRB), Edmond Ho (HKG) |
| 1. Juni 2023 14:25 Uhr | Boxscore |                         |         |                   | Rathausplatz, Wien Schiedsrichter: Jasmina Juras (SRB), Edmond Ho (HKG) |

| 1. Juni 2023 15:25 Uhr | Boxscore | Puerto Rico     | 18 – 21 | Belgien             | Rathausplatz, Wien Schiedsrichter: Jasmina Juras (SRB), Edmond Ho (HKG) |
| 1. Juni 2023 15:25 Uhr | Boxscore |                 |         |                     | Rathausplatz, Wien Schiedsrichter: Jasmina Juras (SRB), Edmond Ho (HKG) |
| 1. Juni 2023 15:25 Uhr | Boxscore | Punkte: Ralat 8 |         | Punkte: Vervoort 10 | Rathausplatz, Wien Schiedsrichter: Jasmina Juras (SRB), Edmond Ho (HKG) |
| 1. Juni 2023 15:25 Uhr | Boxscore |                 |         |                     | Rathausplatz, Wien Schiedsrichter: Jasmina Juras (SRB), Edmond Ho (HKG) |

#### Gruppe D
| Platz | Nation   | Spiele | Siege | Ndlg. | Punkte für | Punkte gegen | Punkt Ratio | Qualifikation für |
| ----- | -------- | ------ | ----- | ----- | ---------- | ------------ | ----------- | ----------------- |
| 1     | China    | 4      | 4     | 0     | 80         | 36           | 2.222       | Viertelfinale     |
| 2     | Israel   | 4      | 3     | 1     | 61         | 65           | 0.938       | Achtelfinale      |
| 3     | Italien  | 4      | 2     | 2     | 78         | 78           | 1.000       | Achtelfinale      |
| 4     | Litauen  | 4      | 1     | 3     | 59         | 67           | 0.881       |                   |
| 5     | Rumänien | 4      | 0     | 4     | 47         | 79           | 0.595       |                   |

| 31. Mai 2023 12:00 Uhr | Boxscore | Mongolei         | 21 – 19 | Ungarn            | Rathausplatz, Wien Schiedsrichter: Jasmina Juras (SRB), Glenn Tuitt (USA) |
| 31. Mai 2023 12:00 Uhr | Boxscore |                  |         |                   | Rathausplatz, Wien Schiedsrichter: Jasmina Juras (SRB), Glenn Tuitt (USA) |
| 31. Mai 2023 12:00 Uhr | Boxscore | Punkte: Anand 12 |         | Punkte: Demeter 9 | Rathausplatz, Wien Schiedsrichter: Jasmina Juras (SRB), Glenn Tuitt (USA) |
| 31. Mai 2023 12:00 Uhr | Boxscore |                  |         |                   | Rathausplatz, Wien Schiedsrichter: Jasmina Juras (SRB), Glenn Tuitt (USA) |

| 31. Mai 2023 12:25 Uhr | Boxscore | Schweiz           | 14 – 13 | Japan             | Rathausplatz, Wien Schiedsrichter: Marek Maliszewski (POL), Donald Quinn (INA) |
| 31. Mai 2023 12:25 Uhr | Boxscore |                   |         |                   | Rathausplatz, Wien Schiedsrichter: Marek Maliszewski (POL), Donald Quinn (INA) |
| 31. Mai 2023 12:25 Uhr | Boxscore | Punkte: Lehmann 8 |         | Punkte: Kennedy 7 | Rathausplatz, Wien Schiedsrichter: Marek Maliszewski (POL), Donald Quinn (INA) |
| 31. Mai 2023 12:25 Uhr | Boxscore |                   |         |                   | Rathausplatz, Wien Schiedsrichter: Marek Maliszewski (POL), Donald Quinn (INA) |

| 31. Mai 2023 14:00 Uhr | Boxscore | Niederlande        | 22 – 12 | Mongolei             | Rathausplatz, Wien Schiedsrichter: Jasmina Juras (SRB), Marek Maliszewski (POL) |
| 31. Mai 2023 14:00 Uhr | Boxscore |                    |         |                      | Rathausplatz, Wien Schiedsrichter: Jasmina Juras (SRB), Marek Maliszewski (POL) |
| 31. Mai 2023 14:00 Uhr | Boxscore | Punkte: De Jong 13 |         | Punkte: Delgernyam 5 | Rathausplatz, Wien Schiedsrichter: Jasmina Juras (SRB), Marek Maliszewski (POL) |
| 31. Mai 2023 14:00 Uhr | Boxscore |                    |         |                      | Rathausplatz, Wien Schiedsrichter: Jasmina Juras (SRB), Marek Maliszewski (POL) |

| 31. Mai 2023 14:25 Uhr | Boxscore | Ungarn            | 20 – 21 | Schweiz                  | Rathausplatz, Wien Schiedsrichter: Jasmina Juras (SRB), Donald Quinn (INA) |
| 31. Mai 2023 14:25 Uhr | Boxscore |                   |         |                          | Rathausplatz, Wien Schiedsrichter: Jasmina Juras (SRB), Donald Quinn (INA) |
| 31. Mai 2023 14:25 Uhr | Boxscore | Punkte: Demeter 9 |         | Punkte: Dubas, Lehmann 6 | Rathausplatz, Wien Schiedsrichter: Jasmina Juras (SRB), Donald Quinn (INA) |
| 31. Mai 2023 14:25 Uhr | Boxscore |                   |         |                          | Rathausplatz, Wien Schiedsrichter: Jasmina Juras (SRB), Donald Quinn (INA) |

| 31. Mai 2023 15:25 Uhr | Boxscore | Niederlande        | 21 – 13 | Japan              | Rathausplatz, Wien Schiedsrichter: Glenn Tuitt (USA), Marek Maliszewski (POL) |
| 31. Mai 2023 15:25 Uhr | Boxscore |                    |         |                    | Rathausplatz, Wien Schiedsrichter: Glenn Tuitt (USA), Marek Maliszewski (POL) |
| 31. Mai 2023 15:25 Uhr | Boxscore | Punkte: De Jong 12 |         | Punkte: Sadohara 8 | Rathausplatz, Wien Schiedsrichter: Glenn Tuitt (USA), Marek Maliszewski (POL) |
| 31. Mai 2023 15:25 Uhr | Boxscore |                    |         |                    | Rathausplatz, Wien Schiedsrichter: Glenn Tuitt (USA), Marek Maliszewski (POL) |

| 2. Juni 2023 12:00 Uhr | Boxscore | Schweiz         | 17 – 21 | Niederlande       | Rathausplatz, Wien Schiedsrichter: Edmond Ho (HKG), Glenn Tuitt (USA) |
| 2. Juni 2023 12:00 Uhr | Boxscore |                 |         |                   | Rathausplatz, Wien Schiedsrichter: Edmond Ho (HKG), Glenn Tuitt (USA) |
| 2. Juni 2023 12:00 Uhr | Boxscore | Punkte: Dubas 7 |         | Punkte: De Jong 9 | Rathausplatz, Wien Schiedsrichter: Edmond Ho (HKG), Glenn Tuitt (USA) |
| 2. Juni 2023 12:00 Uhr | Boxscore |                 |         |                   | Rathausplatz, Wien Schiedsrichter: Edmond Ho (HKG), Glenn Tuitt (USA) |

| 2. Juni 2023 12:25 Uhr | Boxscore | Japan              | 22 – 13 | Ungarn            | Rathausplatz, Wien Schiedsrichter: Edmond Ho (HKG), Marek Maliszewski (POL) |
| 2. Juni 2023 12:25 Uhr | Boxscore |                    |         |                   | Rathausplatz, Wien Schiedsrichter: Edmond Ho (HKG), Marek Maliszewski (POL) |
| 2. Juni 2023 12:25 Uhr | Boxscore | Punkte: Kennedy 10 |         | Punkte: Demeter 6 | Rathausplatz, Wien Schiedsrichter: Edmond Ho (HKG), Marek Maliszewski (POL) |
| 2. Juni 2023 12:25 Uhr | Boxscore |                    |         |                   | Rathausplatz, Wien Schiedsrichter: Edmond Ho (HKG), Marek Maliszewski (POL) |

| 2. Juni 2023 14:00 Uhr | Boxscore | Mongolei             | 17 – 22 | Schweiz         | Rathausplatz, Wien Schiedsrichter: Edmond Ho (HKG), Glenn Tuitt (USA) |
| 2. Juni 2023 14:00 Uhr | Boxscore |                      |         |                 | Rathausplatz, Wien Schiedsrichter: Edmond Ho (HKG), Glenn Tuitt (USA) |
| 2. Juni 2023 14:00 Uhr | Boxscore | Punkte: Delgernyam 7 |         | Punkte: Dubas 9 | Rathausplatz, Wien Schiedsrichter: Edmond Ho (HKG), Glenn Tuitt (USA) |
| 2. Juni 2023 14:00 Uhr | Boxscore |                      |         |                 | Rathausplatz, Wien Schiedsrichter: Edmond Ho (HKG), Glenn Tuitt (USA) |

| 2. Juni 2023 14:25 Uhr | Boxscore | Ungarn            | 10 – 21 | Niederlande        | Rathausplatz, Wien Schiedsrichter: Edmond Ho (HKG), Jasmina Juras (SRB) |
| 2. Juni 2023 14:25 Uhr | Boxscore |                   |         |                    | Rathausplatz, Wien Schiedsrichter: Edmond Ho (HKG), Jasmina Juras (SRB) |
| 2. Juni 2023 14:25 Uhr | Boxscore | Punkte: Demeter 5 |         | Punkte: De Jong 11 | Rathausplatz, Wien Schiedsrichter: Edmond Ho (HKG), Jasmina Juras (SRB) |
| 2. Juni 2023 14:25 Uhr | Boxscore |                   |         |                    | Rathausplatz, Wien Schiedsrichter: Edmond Ho (HKG), Jasmina Juras (SRB) |

| 2. Juni 2023 15:25 Uhr | Boxscore | Japan              | 21 – 8 | Mongolei              | Rathausplatz, Wien Schiedsrichter: Edmond Ho (HKG), Jasmina Juras (SRB) |
| 2. Juni 2023 15:25 Uhr | Boxscore |                    |        |                       | Rathausplatz, Wien Schiedsrichter: Edmond Ho (HKG), Jasmina Juras (SRB) |
| 2. Juni 2023 15:25 Uhr | Boxscore | Punkte: Kennedy 11 |        | Punkte: Otgonjargal 5 | Rathausplatz, Wien Schiedsrichter: Edmond Ho (HKG), Jasmina Juras (SRB) |
| 2. Juni 2023 15:25 Uhr | Boxscore |                    |        |                       | Rathausplatz, Wien Schiedsrichter: Edmond Ho (HKG), Jasmina Juras (SRB) |

### Finalrunde
|  | Achtelfinale | Achtelfinale       |                    |    | Viertelfinale    | Viertelfinale    |    |  | Halbfinale | Halbfinale |  |  | Finale | Finale |
|  |              |                    |                    |    |                  |                  |    |  |            |            |  |  |        |        |
|  |              |                    |                    |    |                  |                  |    |  |            |            |  |  |        |        |
|  |              |                    |                    |    |                  |                  |    |  |            |            |  |  |        |        |
|  |              |                    |                    |    |                  |                  |    |  |            |            |  |  |        |        |
|  |              |                    |                    |    |                  |                  |    |  |            |            |  |  |        |        |
|  |              |                    |                    |    |                  |                  |    |  |            |            |  |  |        |        |
|  | Serbien      | 21                 |                    |    |                  |                  |    |  |            |            |  |  |        |        |
|  | Serbien      | 21                 |                    |    |                  |                  |    |  |            |            |  |  |        |        |
|  |              |                    | Österreich         | 18 |                  |                  |    |  |            |            |  |  |        |        |
|  | Litauen      | 18                 | Österreich         | 18 |                  |                  |    |  |            |            |  |  |        |        |
|  | Litauen      | 18                 |                    |    |                  |                  |    |  |            |            |  |  |        |        |
|  | Österreich   | 22                 |                    |    |                  |                  |    |  |            |            |  |  |        |        |
|  | Österreich   | 22                 | Serbien            | 21 |                  |                  |    |  |            |            |  |  |        |        |
|  |              |                    | Serbien            | 21 |                  |                  |    |  |            |            |  |  |        |        |
|  |              | Lettland           | 18                 |    |                  |                  |    |  |            |            |  |  |        |        |
|  | Lettland     | Lettland           | 18                 | 19 |                  |                  |    |  |            |            |  |  |        |        |
|  | Lettland     |                    |                    | 19 |                  |                  |    |  |            |            |  |  |        |        |
|  | Belgien      | 15                 |                    |    |                  |                  |    |  |            |            |  |  |        |        |
|  | Belgien      | 15                 | Lettland           | 19 |                  |                  |    |  |            |            |  |  |        |        |
|  |              |                    | Lettland           | 19 |                  |                  |    |  |            |            |  |  |        |        |
|  |              |                    | Niederlande        | 18 |                  |                  |    |  |            |            |  |  |        |        |
|  |              |                    | Niederlande        | 18 |                  |                  |    |  |            |            |  |  |        |        |
|  |              |                    |                    |    |                  |                  |    |  |            |            |  |  |        |        |
|  |              |                    |                    |    |                  |                  |    |  |            |            |  |  |        |        |
|  | Serbien      | 21                 |                    |    |                  |                  |    |  |            |            |  |  |        |        |
|  | Serbien      | 21                 |                    |    |                  |                  |    |  |            |            |  |  |        |        |
|  |              | Vereinigte Staaten | 19                 |    |                  |                  |    |  |            |            |  |  |        |        |
|  |              | Vereinigte Staaten | 19                 |    |                  |                  |    |  |            |            |  |  |        |        |
|  |              |                    |                    |    |                  |                  |    |  |            |            |  |  |        |        |
|  |              |                    |                    |    |                  |                  |    |  |            |            |  |  |        |        |
|  | Polen        | 11                 |                    |    |                  |                  |    |  |            |            |  |  |        |        |
|  | Polen        | 11                 |                    |    |                  |                  |    |  |            |            |  |  |        |        |
|  |              |                    | Brasilien          | 12 |                  |                  |    |  |            |            |  |  |        |        |
|  | Brasilien    | 20                 | Brasilien          | 12 |                  |                  |    |  |            |            |  |  |        |        |
|  | Brasilien    | 20                 |                    |    |                  |                  |    |  |            |            |  |  |        |        |
|  | Japan        | 17                 |                    |    |                  |                  |    |  |            |            |  |  |        |        |
|  | Japan        | 17                 | Brasilien          | 17 |                  |                  |    |  |            |            |  |  |        |        |
|  |              |                    | Brasilien          | 17 |                  |                  |    |  |            |            |  |  |        |        |
|  |              | Vereinigte Staaten | 21                 |    | Spiel um Platz 3 | Spiel um Platz 3 |    |  |            |            |  |  |        |        |
|  | Schweiz      | Vereinigte Staaten | 21                 | 18 | Spiel um Platz 3 | Spiel um Platz 3 |    |  |            |            |  |  |        |        |
|  | Schweiz      |                    |                    | 18 |                  |                  |    |  |            |            |  |  |        |        |
|  | Frankreich   | 19                 |                    |    |                  |                  |    |  |            |            |  |  |        |        |
|  | Frankreich   | 19                 | Frankreich         | 19 | Lettland         | 22               |    |  |            |            |  |  |        |        |
|  |              |                    | Frankreich         | 19 | Lettland         | 22               |    |  |            |            |  |  |        |        |
|  |              |                    | Vereinigte Staaten | 21 |                  | Brasilien        | 12 |  |            |            |  |  |        |        |
|  |              |                    | Vereinigte Staaten | 21 |                  | Brasilien        | 12 |  |            |            |  |  |        |        |
|  |              |                    |                    |    |                  |                  |    |  |            |            |  |  |        |        |
|  |              |                    |                    |    |                  |                  |    |  |            |            |  |  |        |        |
|  |              |                    |                    |    |                  |                  |    |  |            |            |  |  |        |        |

#### Achtelfinale
| 3. Juni 2023 14:00 Uhr | Boxscore | Brasilien                | 20 – 17 | Japan             | Rathausplatz, Wien Schiedsrichter: Glenn Tuitt (USA), Jasmina Juras (SRB) |
| 3. Juni 2023 14:00 Uhr | Boxscore |                          |         |                   | Rathausplatz, Wien Schiedsrichter: Glenn Tuitt (USA), Jasmina Juras (SRB) |
| 3. Juni 2023 14:00 Uhr | Boxscore | Punkte: Mello, Miranda 7 |         | Punkte: Kennedy 8 | Rathausplatz, Wien Schiedsrichter: Glenn Tuitt (USA), Jasmina Juras (SRB) |
| 3. Juni 2023 14:00 Uhr | Boxscore |                          |         |                   | Rathausplatz, Wien Schiedsrichter: Glenn Tuitt (USA), Jasmina Juras (SRB) |

| 3. Juni 2023 14:25 Uhr | Boxscore | Lettland            | 19 – 15 | Belgien            | Rathausplatz, Wien Schiedsrichter: Marek Maliszewski (POL), Edmond Ho (HKG) |
| 3. Juni 2023 14:25 Uhr | Boxscore |                     |         |                    | Rathausplatz, Wien Schiedsrichter: Marek Maliszewski (POL), Edmond Ho (HKG) |
| 3. Juni 2023 14:25 Uhr | Boxscore | Punkte: Lasmanis 13 |         | Punkte: Vervoort 9 | Rathausplatz, Wien Schiedsrichter: Marek Maliszewski (POL), Edmond Ho (HKG) |
| 3. Juni 2023 14:25 Uhr | Boxscore |                     |         |                    | Rathausplatz, Wien Schiedsrichter: Marek Maliszewski (POL), Edmond Ho (HKG) |

| 3. Juni 2023 16:10 Uhr | Boxscore | Litauen            | 18 – 22 | Österreich          | Rathausplatz, Wien Schiedsrichter: Edmond Ho (HKG), Markos Michaelides (SUI) |
| 3. Juni 2023 16:10 Uhr | Boxscore |                    |         |                     | Rathausplatz, Wien Schiedsrichter: Edmond Ho (HKG), Markos Michaelides (SUI) |
| 3. Juni 2023 16:10 Uhr | Boxscore | Punkte: Džiaugys 7 |         | Punkte: Linortner 9 | Rathausplatz, Wien Schiedsrichter: Edmond Ho (HKG), Markos Michaelides (SUI) |
| 3. Juni 2023 16:10 Uhr | Boxscore |                    |         |                     | Rathausplatz, Wien Schiedsrichter: Edmond Ho (HKG), Markos Michaelides (SUI) |

| 3. Juni 2023 16:35 Uhr | Boxscore | Schweiz           | 18 – 19 | Frankreich         | Rathausplatz, Wien Schiedsrichter: Cecília Tóth (HUN), Donald Quinn (INA) |
| 3. Juni 2023 16:35 Uhr | Boxscore |                   |         |                    | Rathausplatz, Wien Schiedsrichter: Cecília Tóth (HUN), Donald Quinn (INA) |
| 3. Juni 2023 16:35 Uhr | Boxscore | Punkte: Molteni 8 |         | Punkte: Séguéla 11 | Rathausplatz, Wien Schiedsrichter: Cecília Tóth (HUN), Donald Quinn (INA) |
| 3. Juni 2023 16:35 Uhr | Boxscore |                   |         |                    | Rathausplatz, Wien Schiedsrichter: Cecília Tóth (HUN), Donald Quinn (INA) |

#### Viertelfinale
| 3. Juni 2023 19:20 Uhr | Boxscore | Polen                         | 11 – 12 | Brasilien                   | Rathausplatz, Wien Schiedsrichter: Markos Michaelides (SUI), Su Yuyen (CHN) |
| 3. Juni 2023 19:20 Uhr | Boxscore |                               |         |                             | Rathausplatz, Wien Schiedsrichter: Markos Michaelides (SUI), Su Yuyen (CHN) |
| 3. Juni 2023 19:20 Uhr | Boxscore | Punkte: Bogucki, Szlachetka 4 |         | Punkte: Branquinho, Mello 5 | Rathausplatz, Wien Schiedsrichter: Markos Michaelides (SUI), Su Yuyen (CHN) |
| 3. Juni 2023 19:20 Uhr | Boxscore |                               |         |                             | Rathausplatz, Wien Schiedsrichter: Markos Michaelides (SUI), Su Yuyen (CHN) |

| 3. Juni 2023 19:45 Uhr | Boxscore | Frankreich                  | 19 – 21 | Vereinigte Staaten | Rathausplatz, Wien Schiedsrichter: Jasmina Juras (SRB), Donald Quinn (INA) |
| 3. Juni 2023 19:45 Uhr | Boxscore |                             |         |                    | Rathausplatz, Wien Schiedsrichter: Jasmina Juras (SRB), Donald Quinn (INA) |
| 3. Juni 2023 19:45 Uhr | Boxscore | Punkte: Séguéla, Vialaret 9 |         | Punkte: Fredette 7 | Rathausplatz, Wien Schiedsrichter: Jasmina Juras (SRB), Donald Quinn (INA) |
| 3. Juni 2023 19:45 Uhr | Boxscore |                             |         |                    | Rathausplatz, Wien Schiedsrichter: Jasmina Juras (SRB), Donald Quinn (INA) |

| 3. Juni 2023 21:40 Uhr | Boxscore | Serbien            | 21 – 18 | Österreich        | Rathausplatz, Wien Schiedsrichter: Edmond Ho (HKG), Marek Maliszewski (POL) |
| 3. Juni 2023 21:40 Uhr | Boxscore |                    |         |                   | Rathausplatz, Wien Schiedsrichter: Edmond Ho (HKG), Marek Maliszewski (POL) |
| 3. Juni 2023 21:40 Uhr | Boxscore | Punkte: Stojačić 7 |         | Punkte: Krämer 10 | Rathausplatz, Wien Schiedsrichter: Edmond Ho (HKG), Marek Maliszewski (POL) |
| 3. Juni 2023 21:40 Uhr | Boxscore |                    |         |                   | Rathausplatz, Wien Schiedsrichter: Edmond Ho (HKG), Marek Maliszewski (POL) |

| 3. Juni 2023 22:05 Uhr | Boxscore | Lettland           | 19 – 18 | Niederlande       | Rathausplatz, Wien Schiedsrichter: Cecília Tóth (HUN), Glenn Tuitt (USA) |
| 3. Juni 2023 22:05 Uhr | Boxscore |                    |         |                   | Rathausplatz, Wien Schiedsrichter: Cecília Tóth (HUN), Glenn Tuitt (USA) |
| 3. Juni 2023 22:05 Uhr | Boxscore | Punkte: Lasmanis 9 |         | Punkte: De Jong 8 | Rathausplatz, Wien Schiedsrichter: Cecília Tóth (HUN), Glenn Tuitt (USA) |
| 3. Juni 2023 22:05 Uhr | Boxscore |                    |         |                   | Rathausplatz, Wien Schiedsrichter: Cecília Tóth (HUN), Glenn Tuitt (USA) |

#### Halbfinale
| 4. Juni 2023 15:40 Uhr | Boxscore | Serbien             | 21 – 18 | Lettland         | Rathausplatz, Wien Schiedsrichter: Markos Michaelides (SUI), Cecília Tóth (HUN) |
| 4. Juni 2023 15:40 Uhr | Boxscore |                     |         |                  | Rathausplatz, Wien Schiedsrichter: Markos Michaelides (SUI), Cecília Tóth (HUN) |
| 4. Juni 2023 15:40 Uhr | Boxscore | Punkte: Stojačić 12 |         | Punkte: Miezis 8 | Rathausplatz, Wien Schiedsrichter: Markos Michaelides (SUI), Cecília Tóth (HUN) |
| 4. Juni 2023 15:40 Uhr | Boxscore |                     |         |                  | Rathausplatz, Wien Schiedsrichter: Markos Michaelides (SUI), Cecília Tóth (HUN) |

| 4. Juni 2023 16:05 Uhr | Boxscore | Brasilien            | 17 – 21 | Vereinigte Staaten         | Rathausplatz, Wien Schiedsrichter: Jasmina Juras (SRB), Edmond Ho (HKG) |
| 4. Juni 2023 16:05 Uhr | Boxscore |                      |         |                            | Rathausplatz, Wien Schiedsrichter: Jasmina Juras (SRB), Edmond Ho (HKG) |
| 4. Juni 2023 16:05 Uhr | Boxscore | Punkte: Branquinho 8 |         | Punkte: Fredette, Travis 6 | Rathausplatz, Wien Schiedsrichter: Jasmina Juras (SRB), Edmond Ho (HKG) |
| 4. Juni 2023 16:05 Uhr | Boxscore |                      |         |                            | Rathausplatz, Wien Schiedsrichter: Jasmina Juras (SRB), Edmond Ho (HKG) |

#### Spiel um Platz 3
| 4. Juni 2023 17:15 Uhr | Boxscore | Lettland           | 22 – 12 | Brasilien            | Rathausplatz, Wien Schiedsrichter: Jasmina Juras (SRB), Marek Maliszewski (POL) |
| 4. Juni 2023 17:15 Uhr | Boxscore |                    |         |                      | Rathausplatz, Wien Schiedsrichter: Jasmina Juras (SRB), Marek Maliszewski (POL) |
| 4. Juni 2023 17:15 Uhr | Boxscore | Punkte: Lasmanis 7 |         | Punkte: Branquinho 6 | Rathausplatz, Wien Schiedsrichter: Jasmina Juras (SRB), Marek Maliszewski (POL) |
| 4. Juni 2023 17:15 Uhr | Boxscore |                    |         |                      | Rathausplatz, Wien Schiedsrichter: Jasmina Juras (SRB), Marek Maliszewski (POL) |

#### Finale
| 4. Juni 2023 18:25 Uhr | Boxscore | Serbien               | 21 – 19 | Vereinigte Staaten  | Rathausplatz, Wien Schiedsrichter: Cecília Tóth (HUN), Edmond Ho (HKG) |
| 4. Juni 2023 18:25 Uhr | Boxscore |                       |         |                     | Rathausplatz, Wien Schiedsrichter: Cecília Tóth (HUN), Edmond Ho (HKG) |
| 4. Juni 2023 18:25 Uhr | Boxscore | Punkte: Majstorović 7 |         | Punkte: Fredette 10 | Rathausplatz, Wien Schiedsrichter: Cecília Tóth (HUN), Edmond Ho (HKG) |
| 4. Juni 2023 18:25 Uhr | Boxscore |                       |         |                     | Rathausplatz, Wien Schiedsrichter: Cecília Tóth (HUN), Edmond Ho (HKG) |

### Abschlussplatzierungen
| Rang | Nation             |
| ---- | ------------------ |
| 1    | Serbien            |
| 2    | Vereinigte Staaten |
| 3    | Lettland           |
| 4    | Brasilien          |
| 5    | Niederlande        |
| 6    | Österreich         |
| 7    | Polen              |
| 8    | Frankreich         |
| 9    | Schweiz            |
| 10   | Litauen            |
| 11   | Belgien            |
| 12   | Japan              |
| 13   | Puerto Rico        |
| 14   | Israel             |
| 15   | Australien         |
| 16   | Madagaskar         |
| 17   | Deutschland        |
| 18   | Mongolei           |
| 19   | Ungarn             |
| 20   | Slowenien          |

### Statistiken und Auszeichnungen

#### Most Valuable Player
- Strahinja Stojačić

#### All-Star-Team
- Strahinja Stojačić
- Jimmer Fredette
- Nauris Miezis

#### Top-Scorerinnen
| Name               | Punkte |
| ------------------ | ------ |
| Jimmer Fredette    | 59     |
| Strahinja Stojačić | 55     |
| Worthy de Jong     | 53     |
| Nauris Miezis      | 49     |
| Léo Branquinho     | 48     |
| Kārlis Lasmanis    | 48     |